# Lijst van vlaggen van Venezolaanse gemeenten
Dit artikel bevat een lijst van vlaggen van Venezolaanse gemeenten, gesorteerd per staat. Venezuela telt 335 gemeenten.

## Amazonas

Alto Orinoco
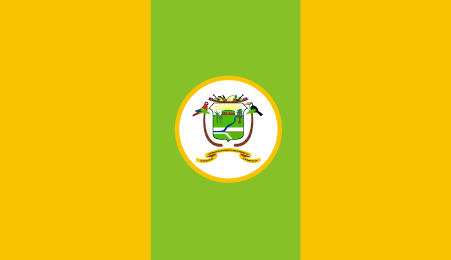
Atabapo
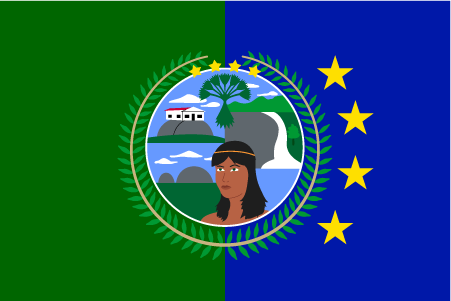
Atures
Autana
Manapiare
Maroa
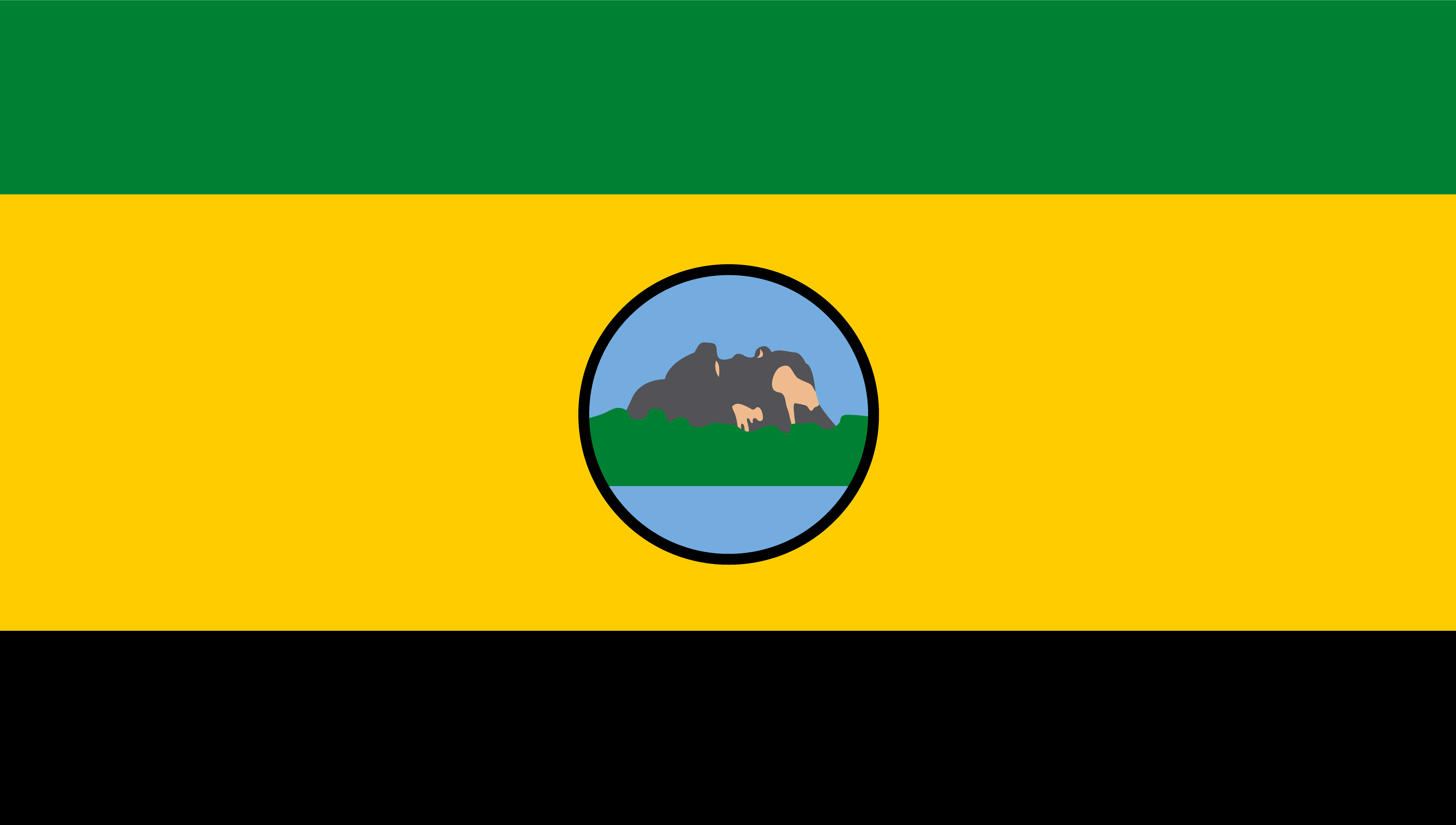
Río Negro

## Anzoátegui

Anaco
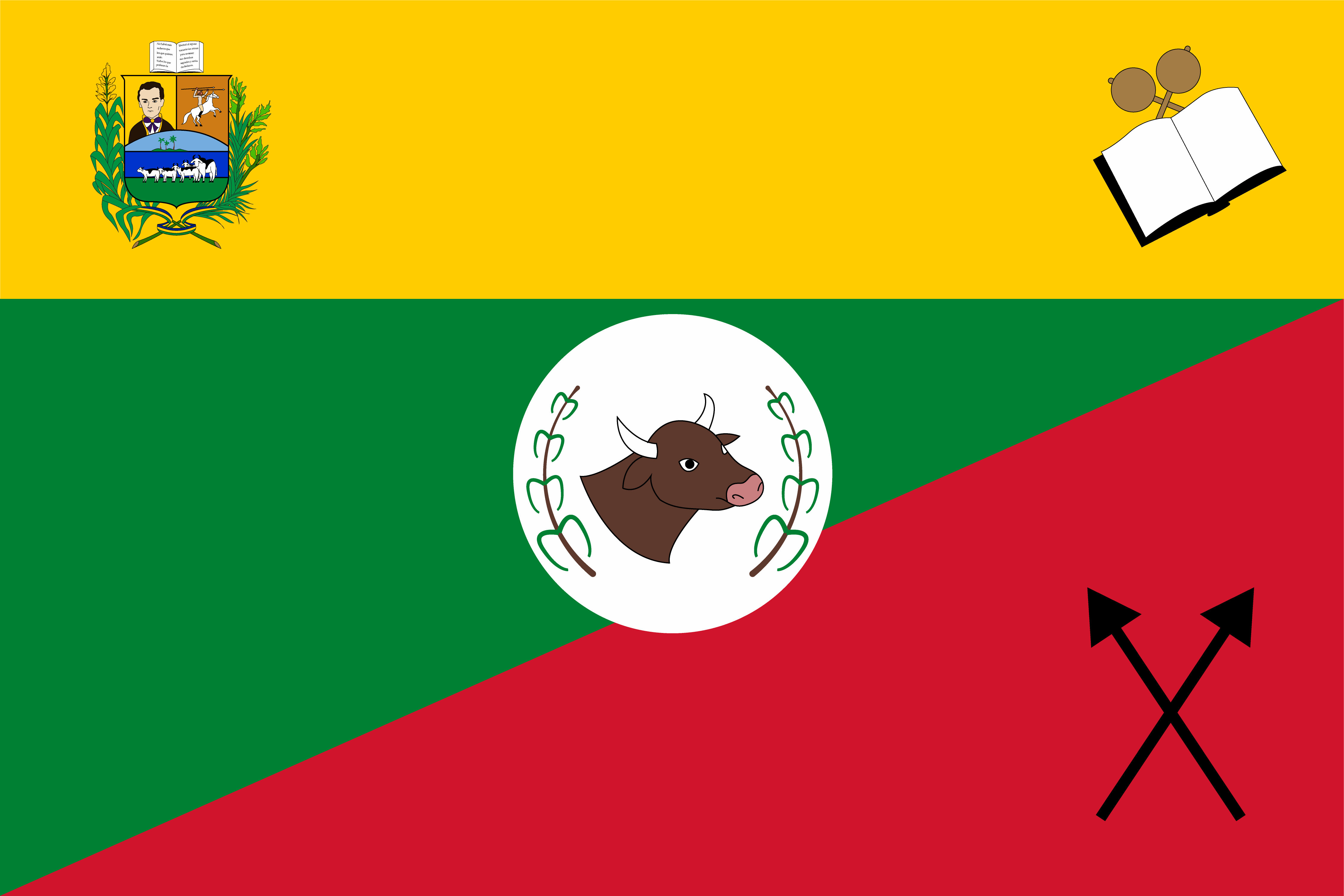
Aragua
Diego Bautista Urbaneja
Fernando de Peñalver
Francisco del Carmen Carvajal
Francisco de Miranda
Guanta
Independencia
José Gregorio Monagas
Juan Antonio Sotillo
Juan Manuel Cajigal
Libertad
Manuel Ezequiel Bruzual
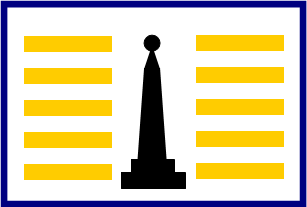
Pedro María Freites
Píritu
San José de Guanipa
San Juan de Capistrano
Santa Ana
Simón Bolívar
Simón Rodríguez
Sir Artur McGregor

## Apure

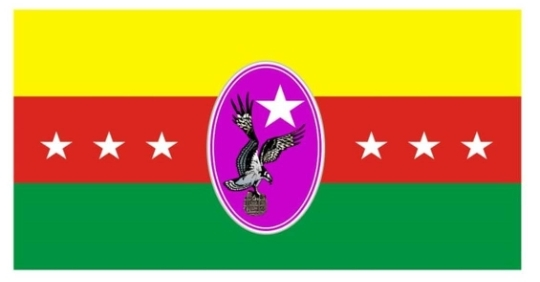
Achaguas
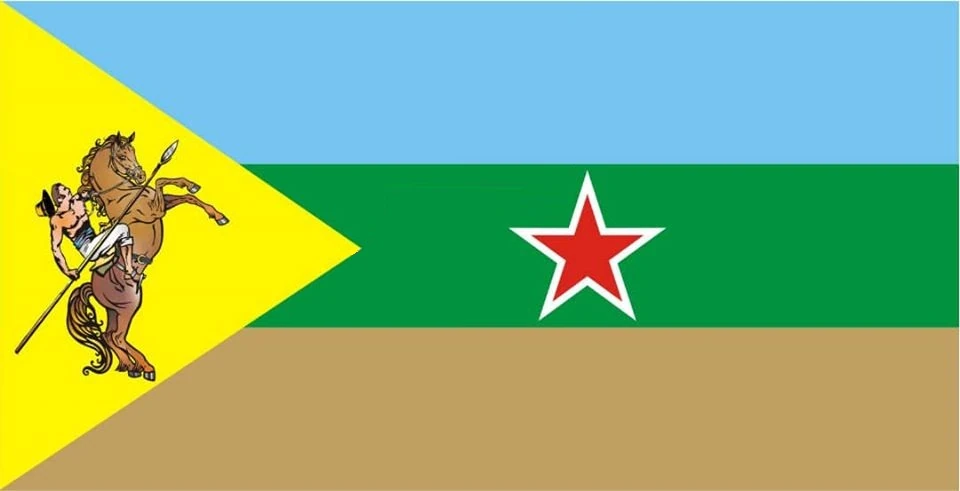
Biruaca
Muñoz
Páez
Pedro Camejo
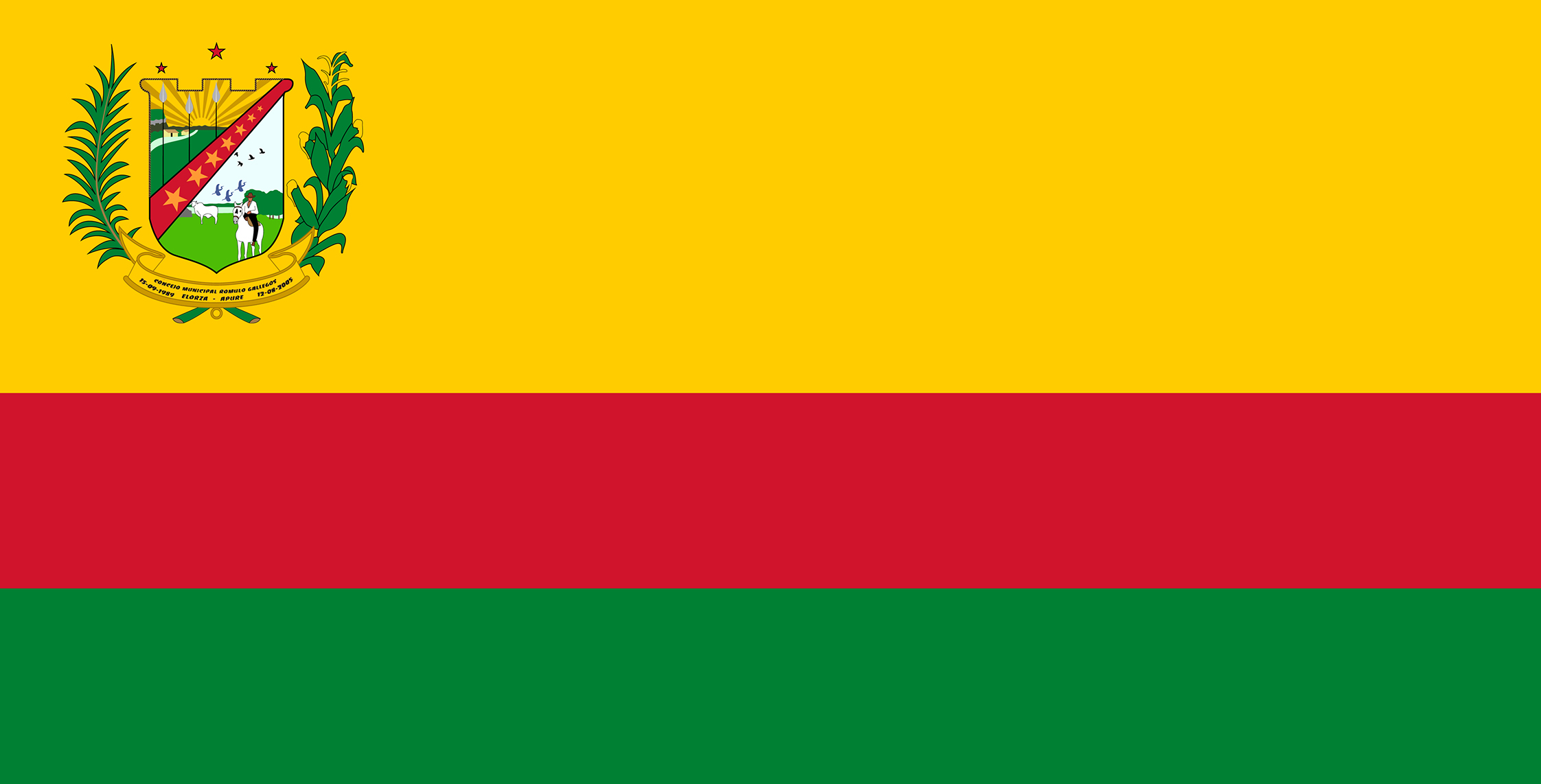
Rómulo Gallegos
San Fernando

## Aragua

Bolívar
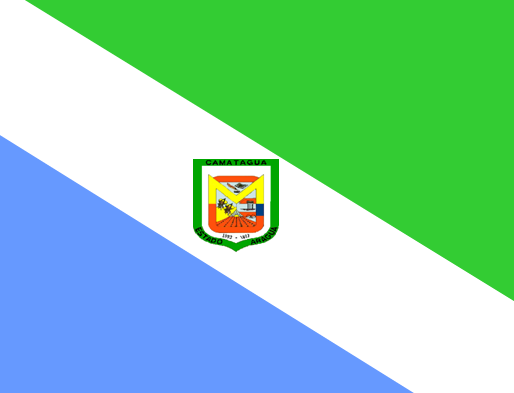
Camatagua
Francisco Linares Alcántara
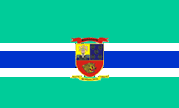
Girardot
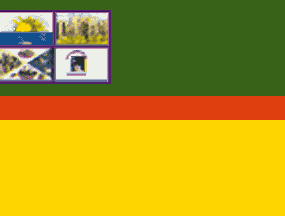
José Angel Lamas
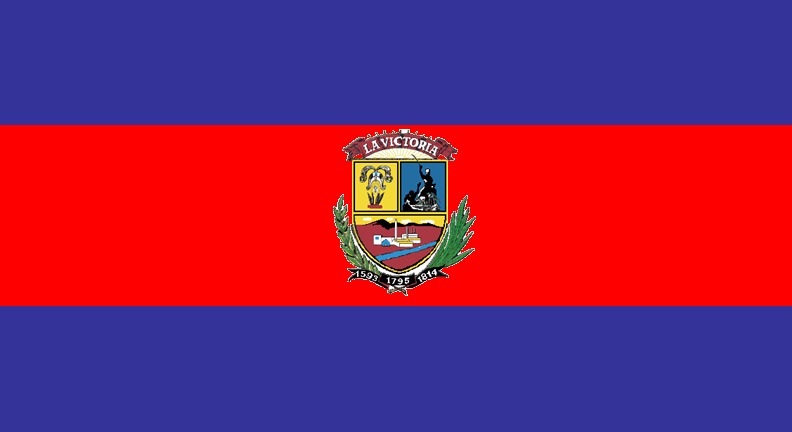
José Félix Ribas
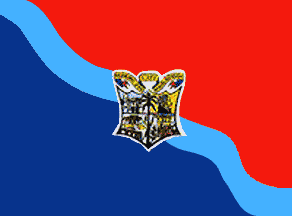
José Rafael Revenga
Libertador
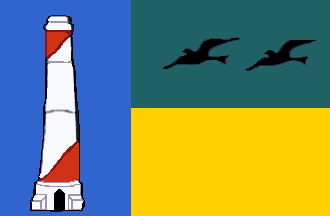
Mario Briceño Iragorry
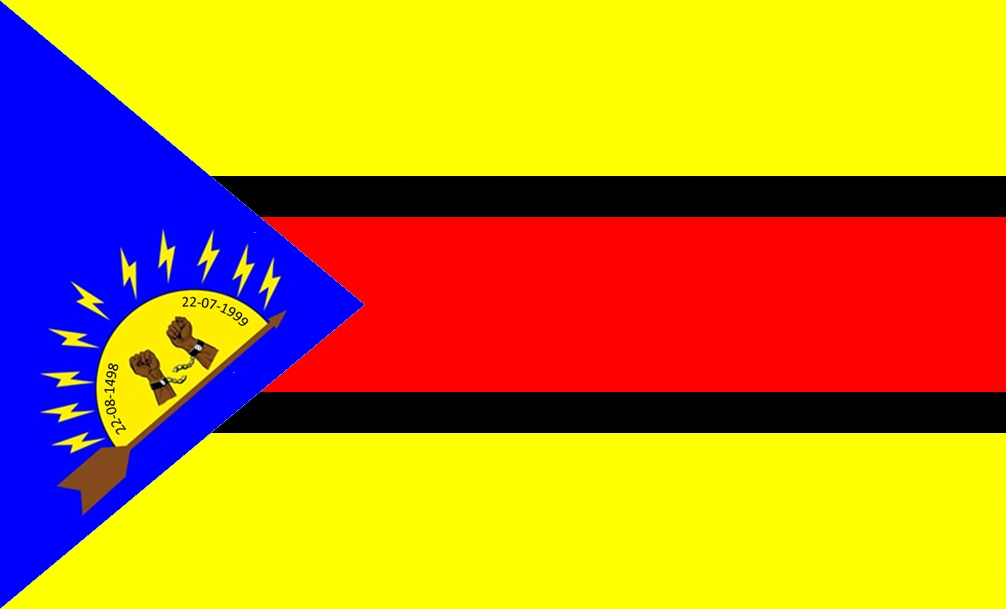
Ocumare de la Costa de Oro
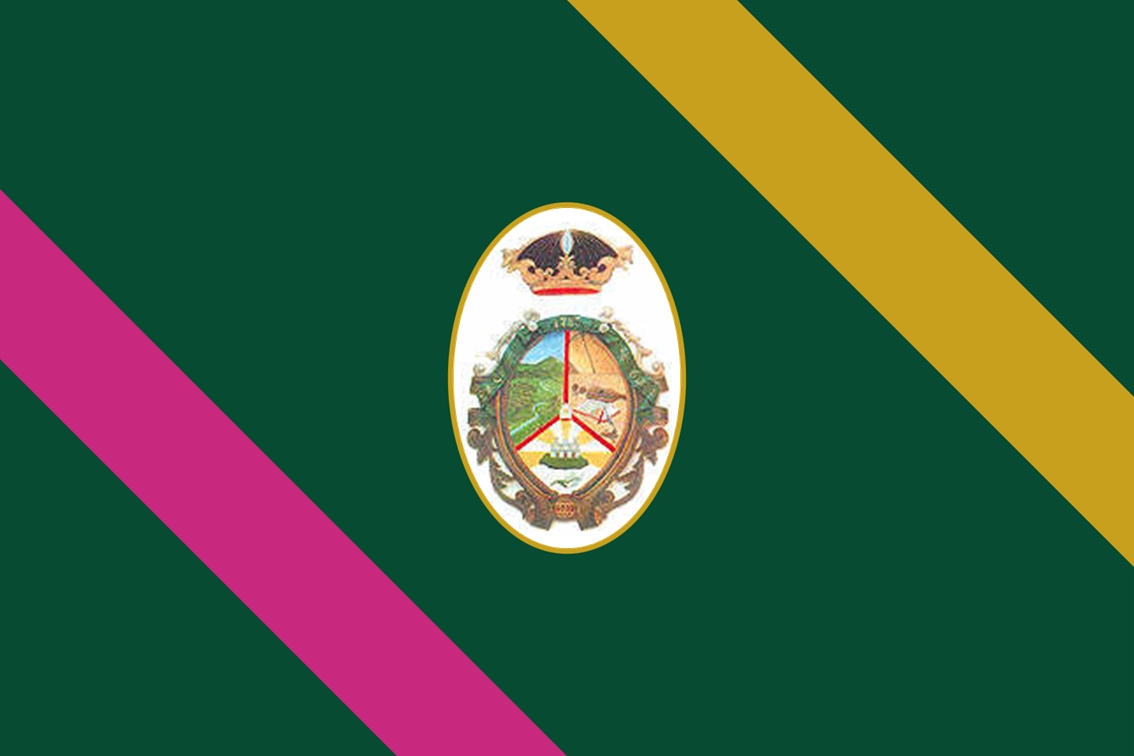
San Casimiro
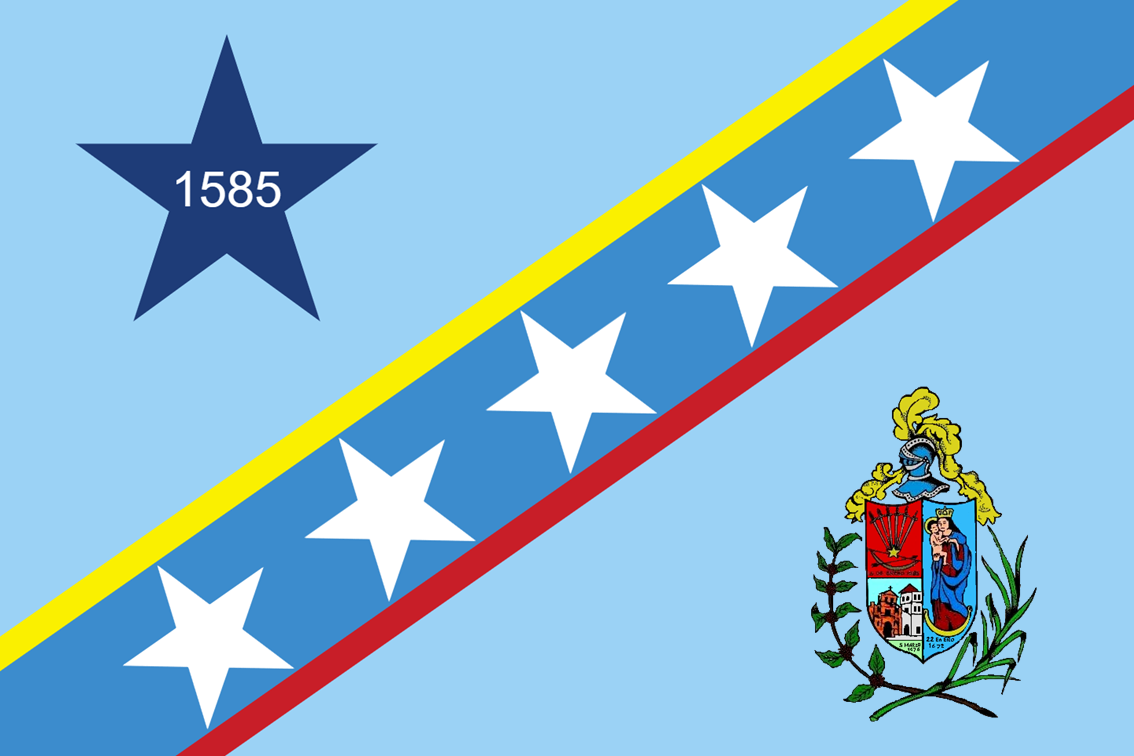
San Sebastián
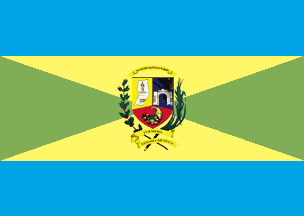
Santiago Mariño
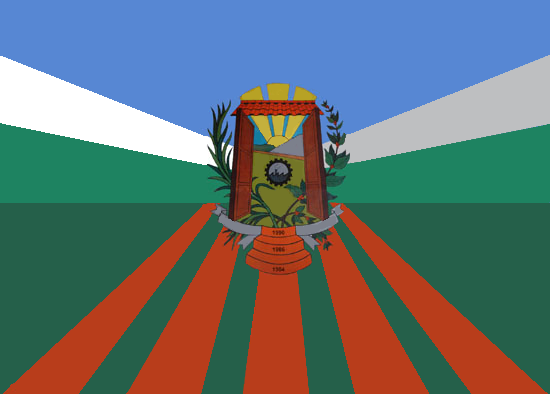
Santos Michelena
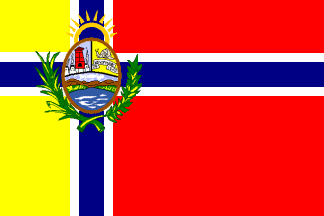
Sucre
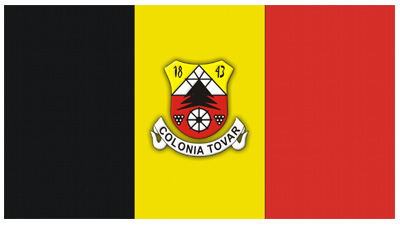
Tovar
Urdaneta
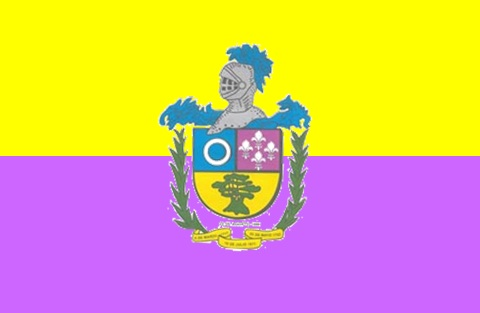
Zamora

## Barinas

Alberto Arvelo Torrealba
Andrés Eloy Blanco
Antonio José de Sucre
Arismendi
Barinas
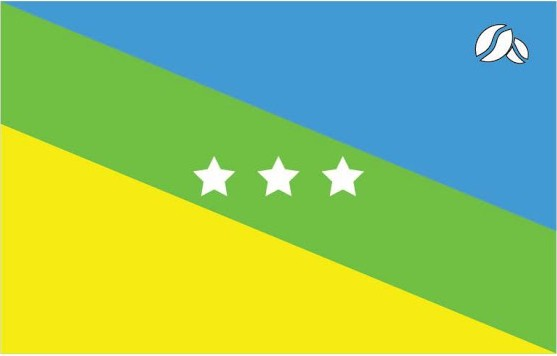
Bolívar
Cruz Paredes
Ezequiel Zamora
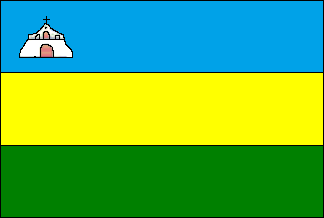
Obispos
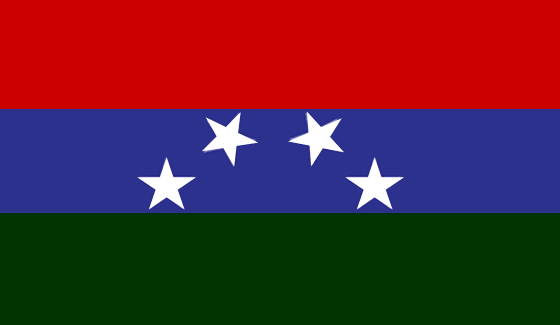
Pedraza
Rojas
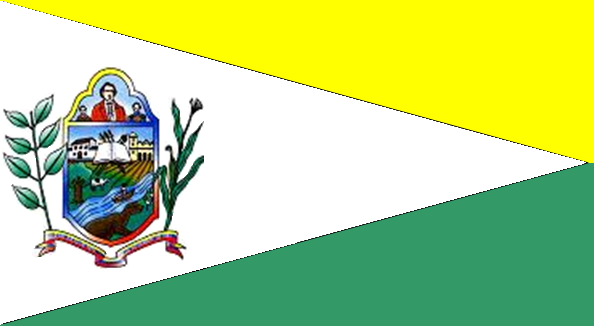
Sosa

## Bolívar

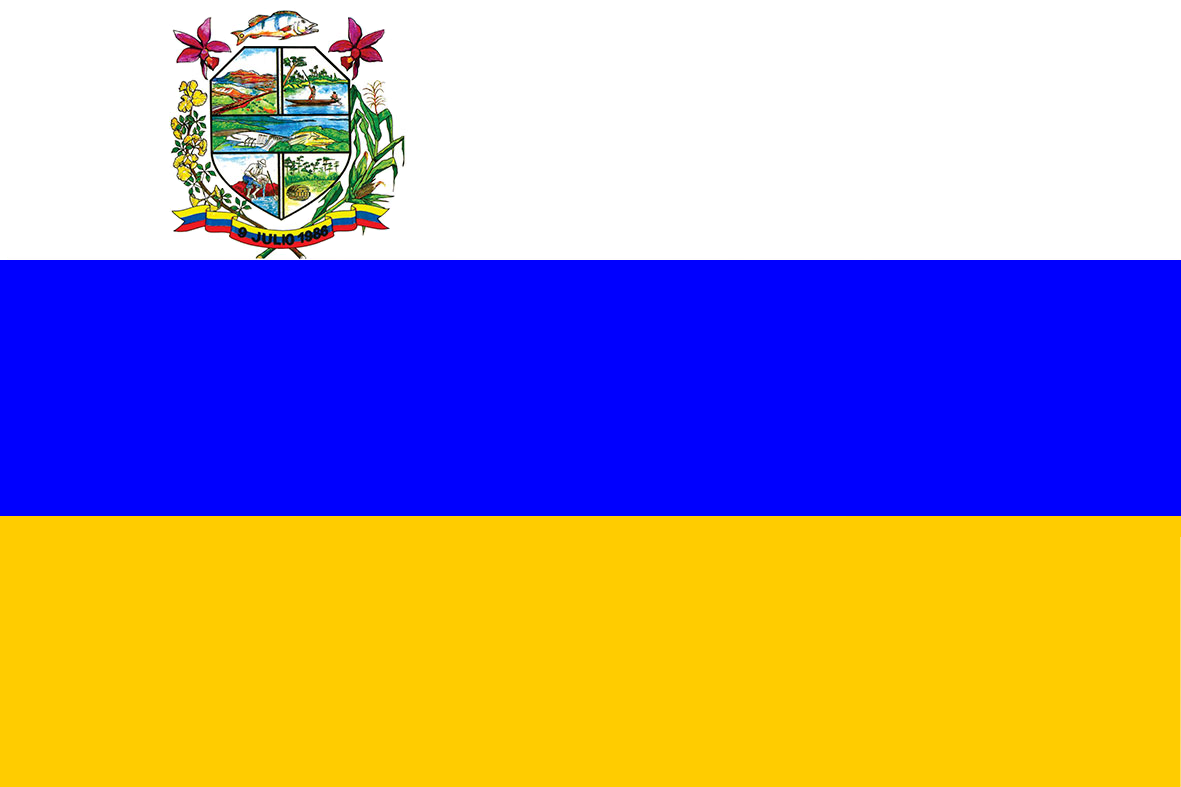
Angostura
Caroní
Cedeño
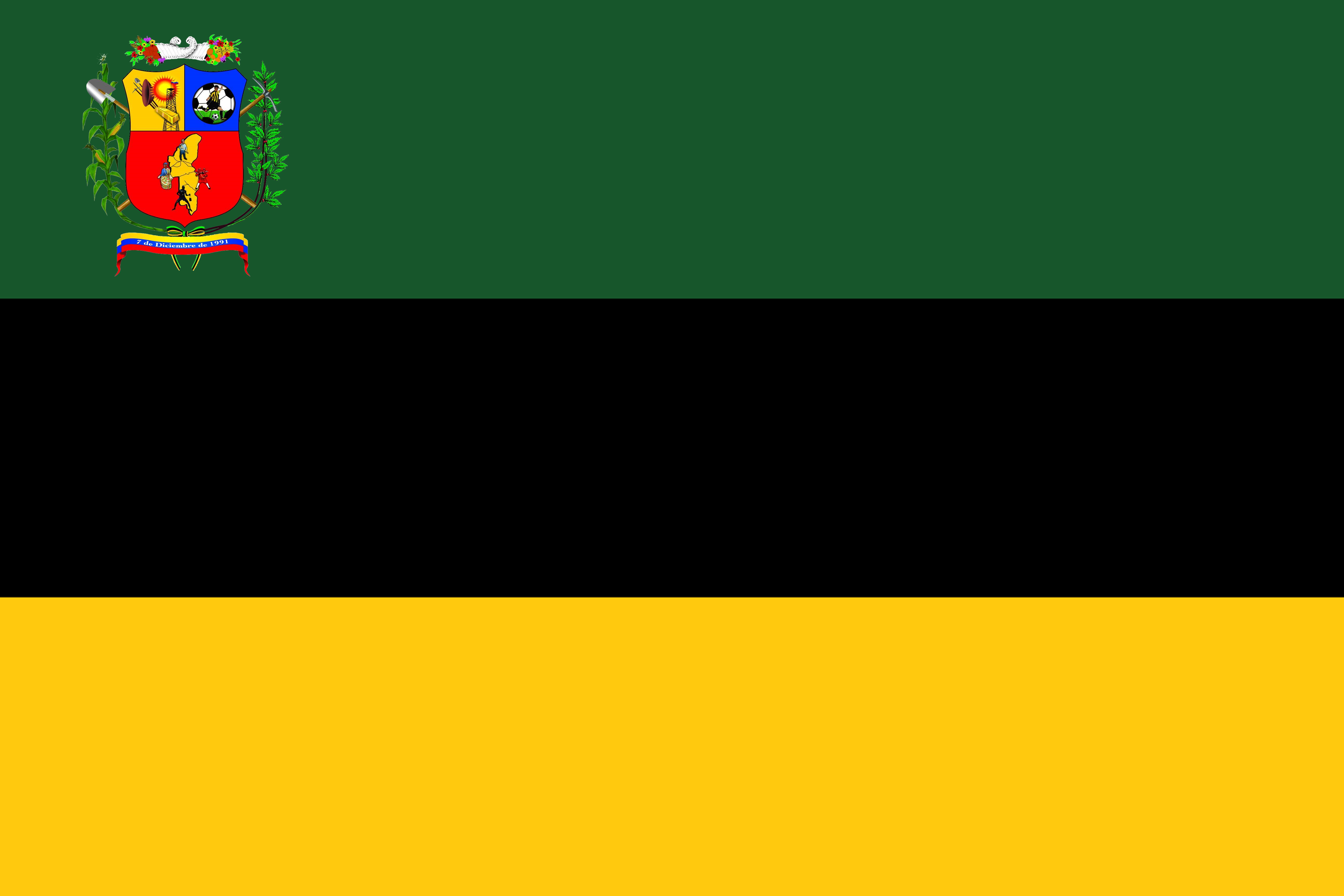
El Callao
Gran Sabana
Heres
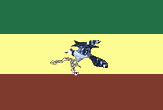
Padre Pedro Chien
Piar
Roscio
Sifontes
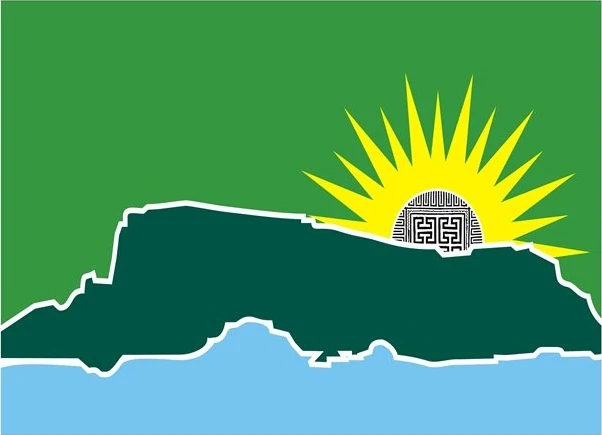
Sucre

## Carabobo

Bejuma
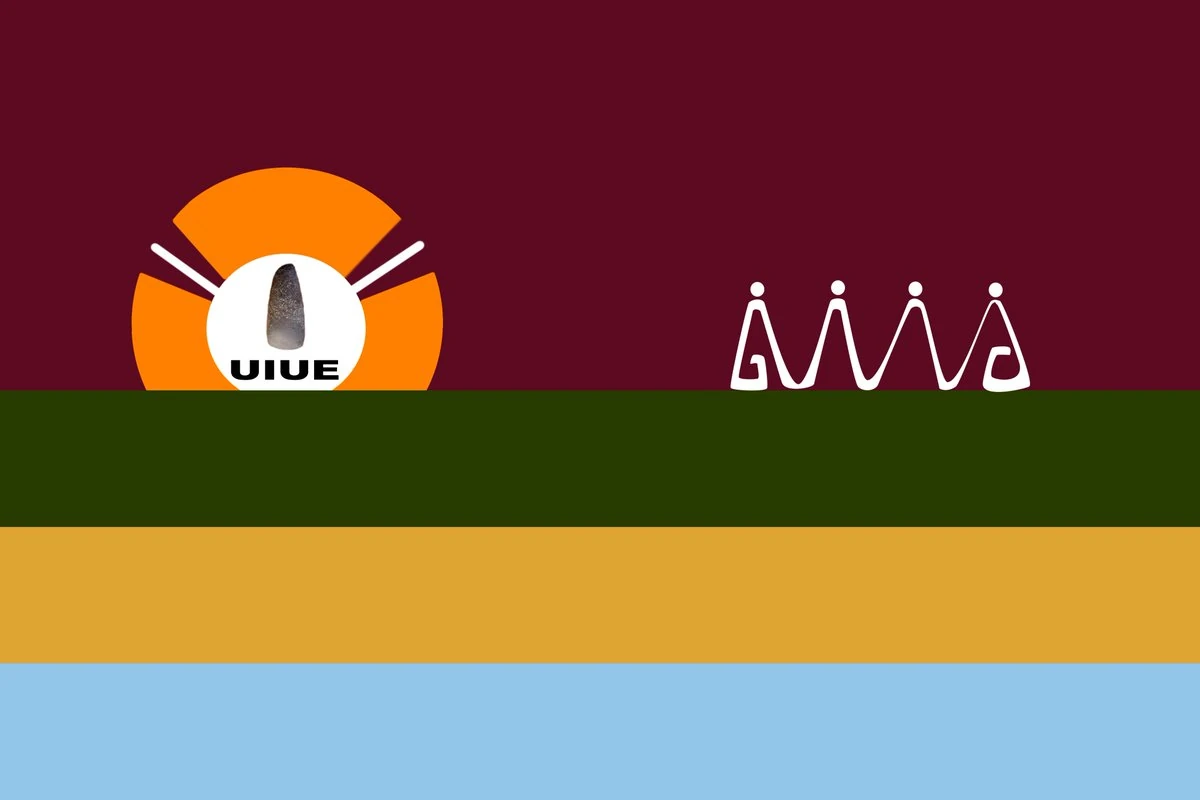
Carlos Arvelo
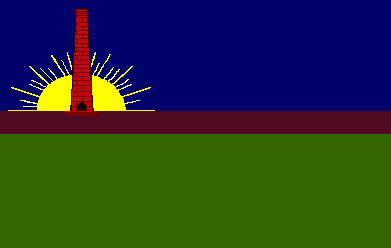
Diego Ibarra
Guacara
Juan José Mora
Libertador
Los Guayos
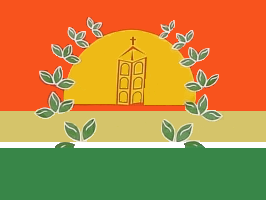
Miranda
Montalbán
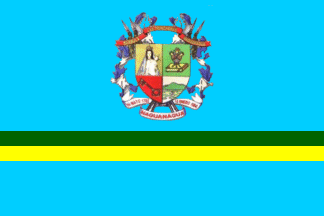
Naguanagua
Puerto Cabello
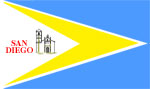
San Diego
San Joaquín
Valencia

## Cojedes

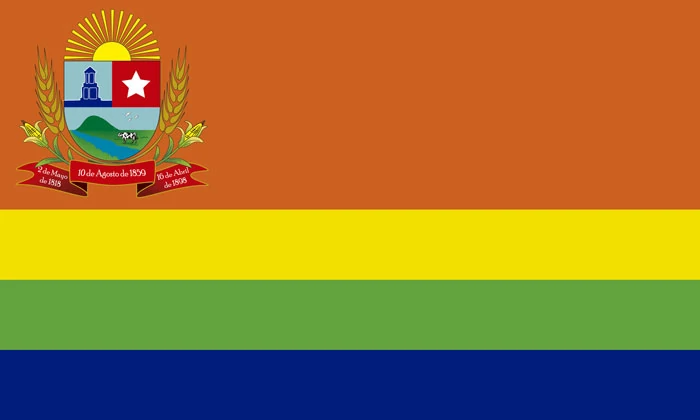
Anzoátegui
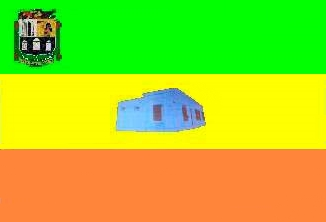
Ezequiel Zamora
Girardot
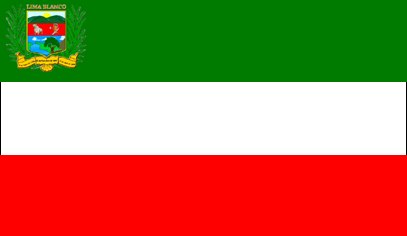
Lima Blanco
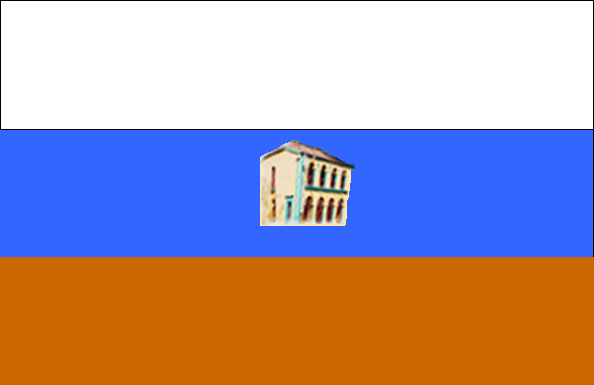
Pao de San Juan Bautista
Ricaurte
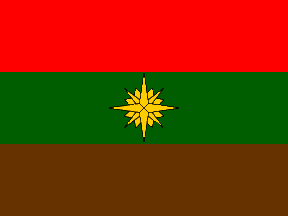
Rómulo Gallegos
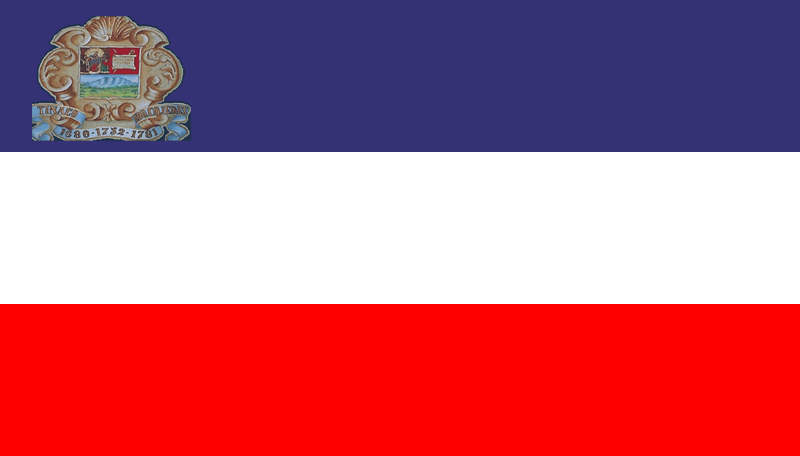
Tinaco
Tinaquillo

## Delta Amacuro

Antonio Díaz
Casacoima
Pedernales
Tucupita

## Falcón

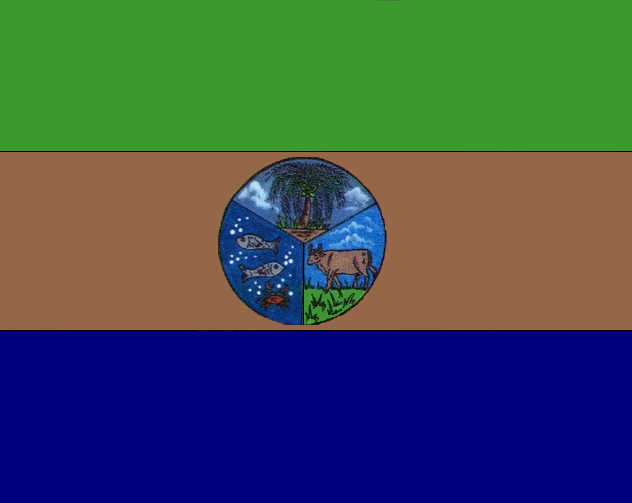
Acosta
Bolívar
Buchivacoa
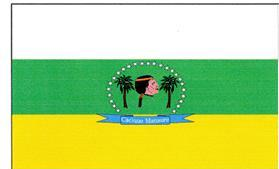
Cacique Manaure
Carirubana
Colina
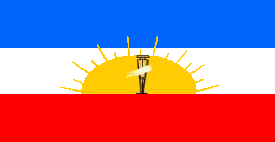
Dabajuro
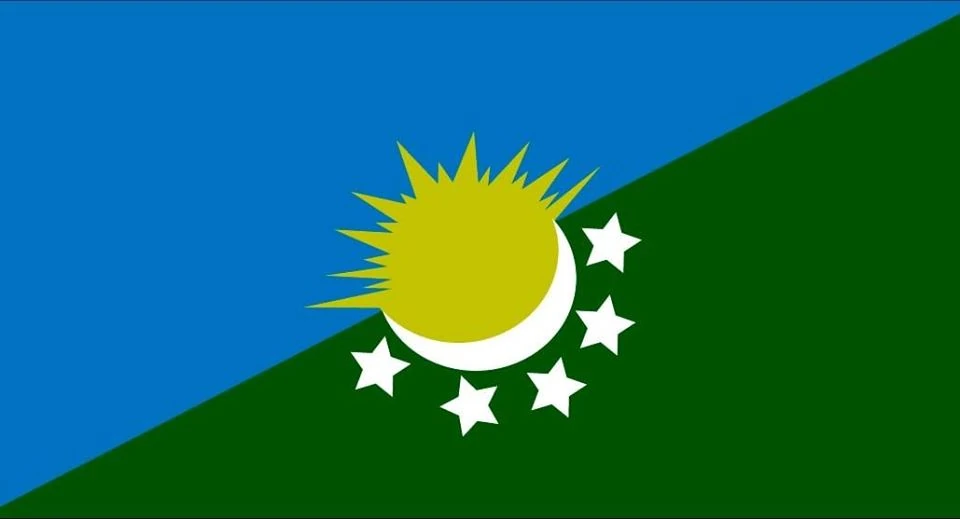
Democracia
Falcón
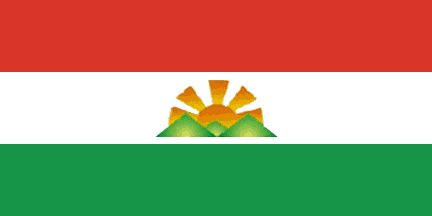
Federación
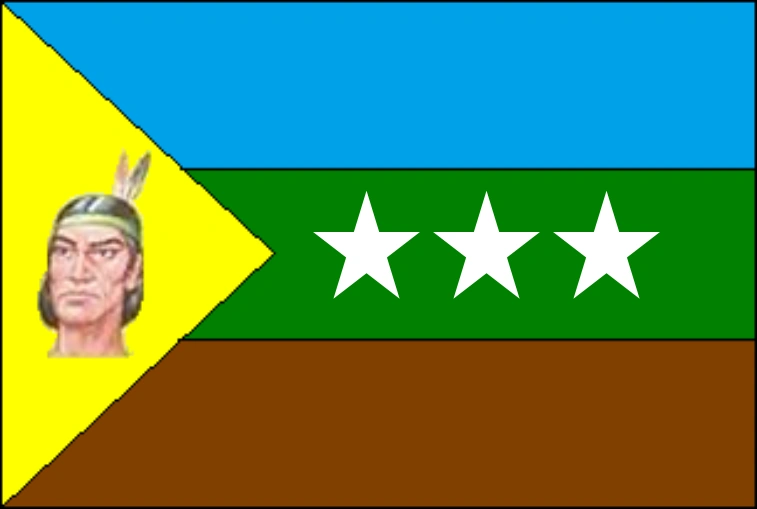
Jacura
José Laurencio Silva
Los Taques
Mauroa
Miranda
Monseñor Iturriza
Palmasola
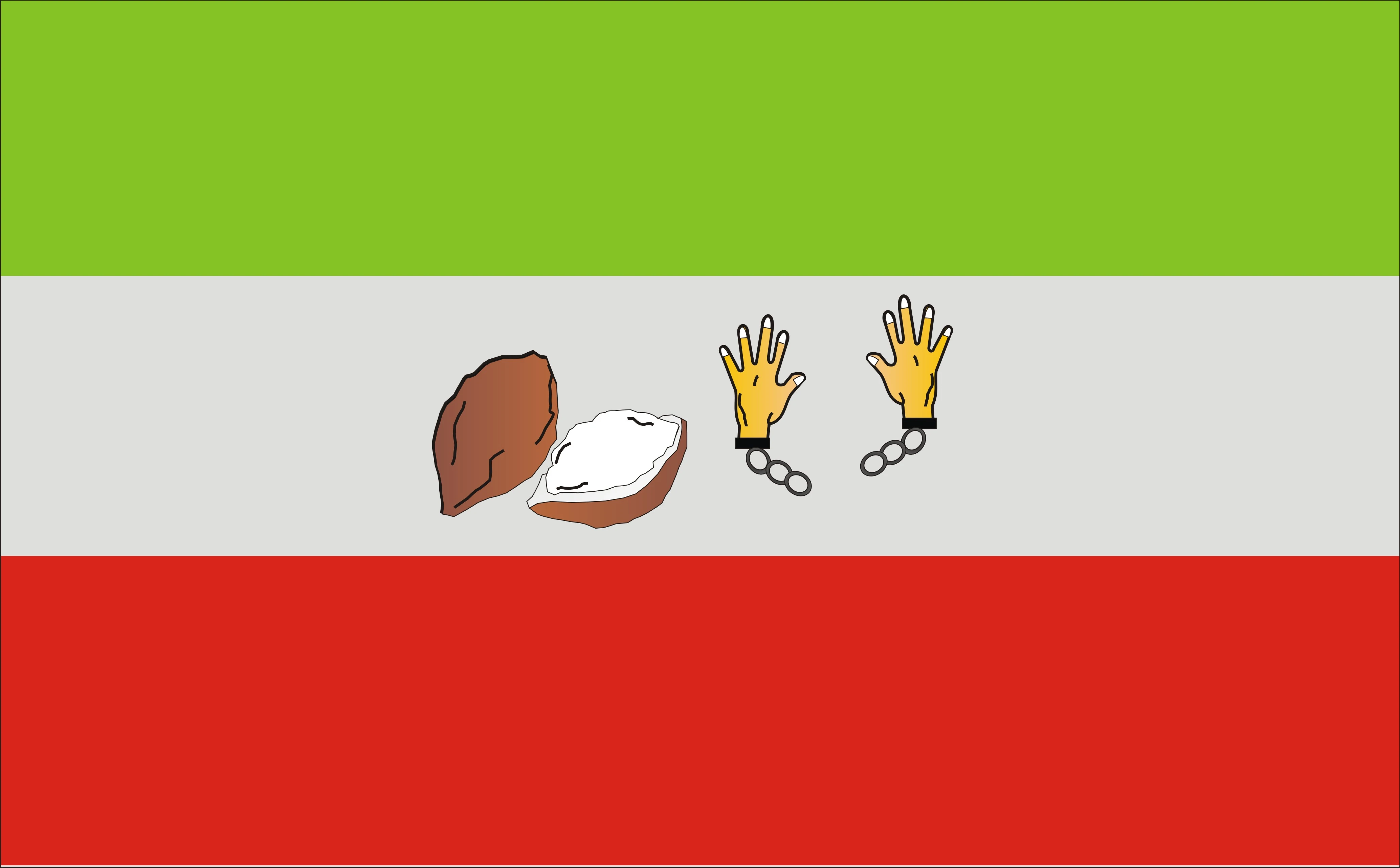
Petit
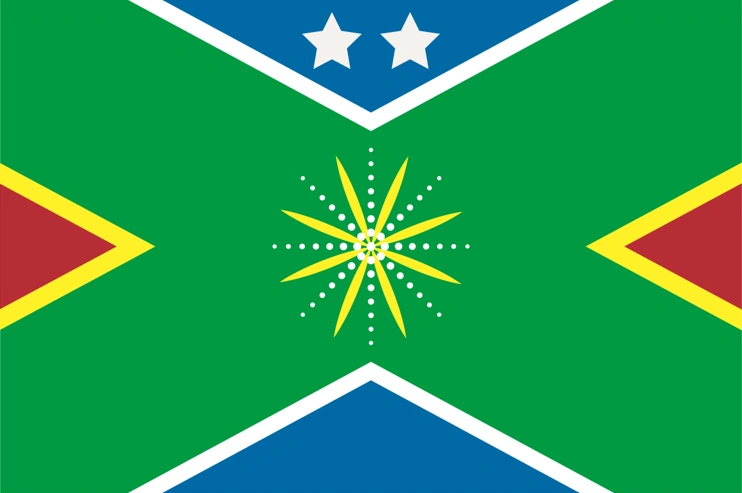
Píritu
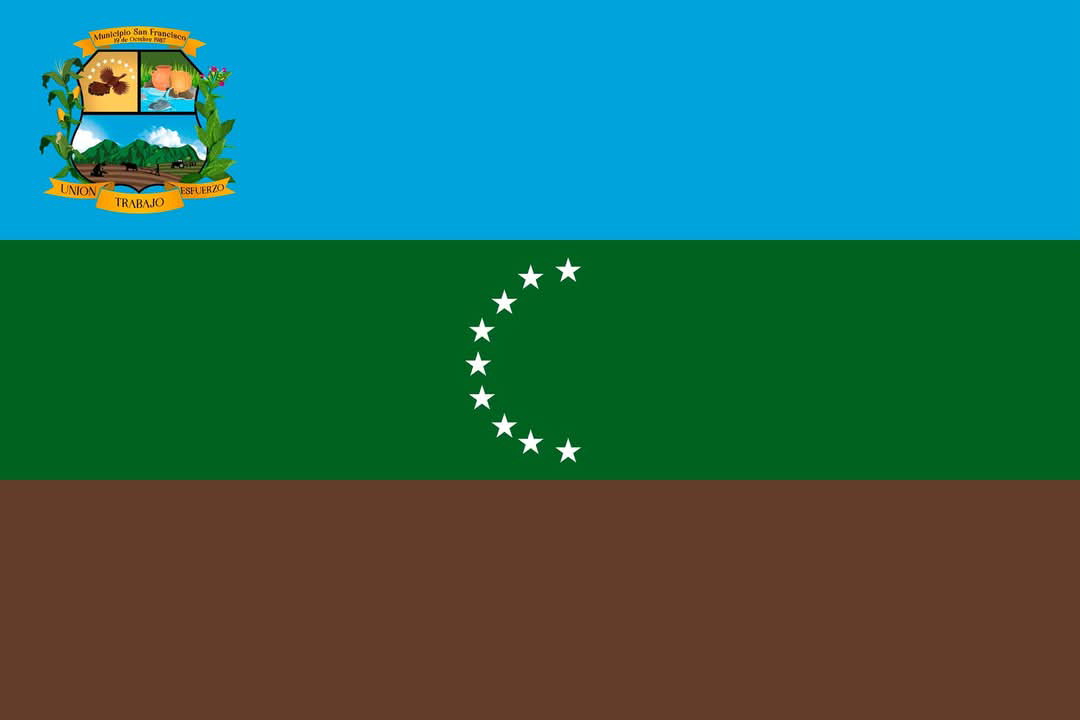
San Francisco
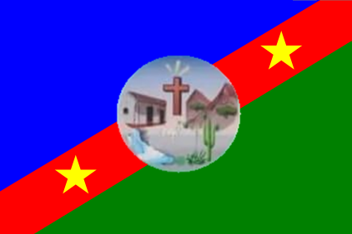
Sucre
Tocopero
Unión
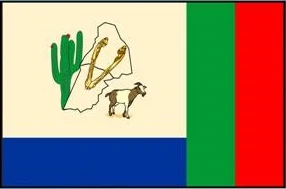
Urumaco
Zamora

## Guárico

Camaguán
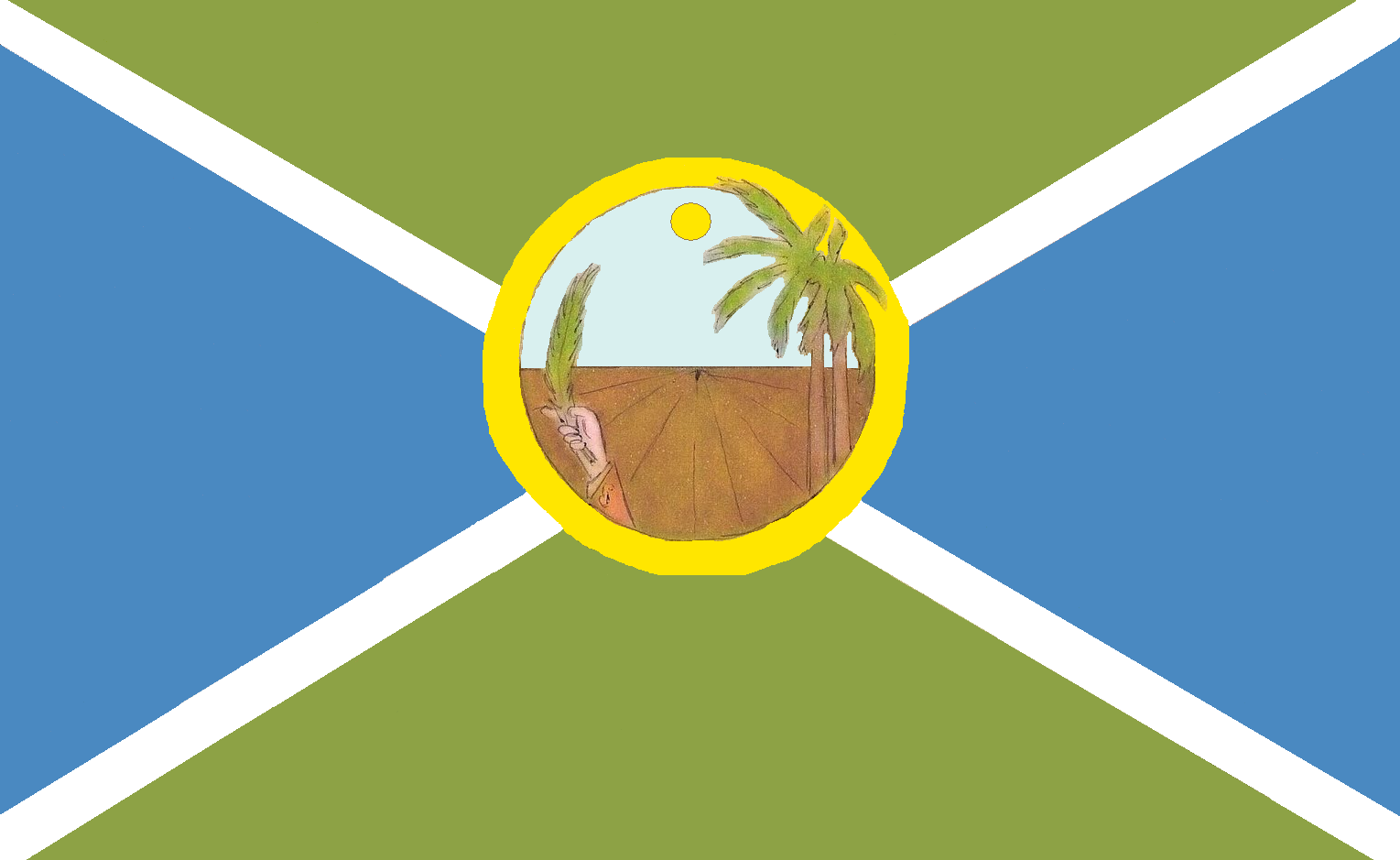
Chaguaramas
El Socorro
Francisco de Miranda
José Félix Ribas
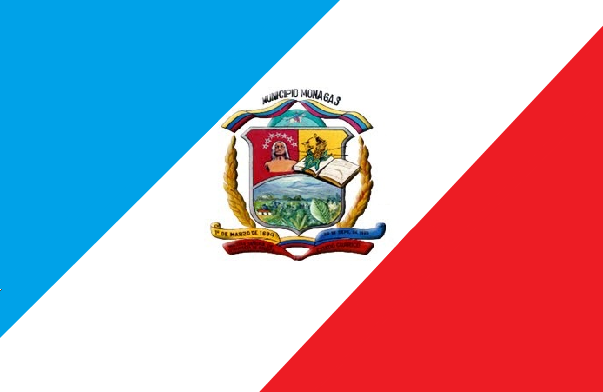
José Tadeo Monagas
Juan Germán Roscio
Julián Mellado
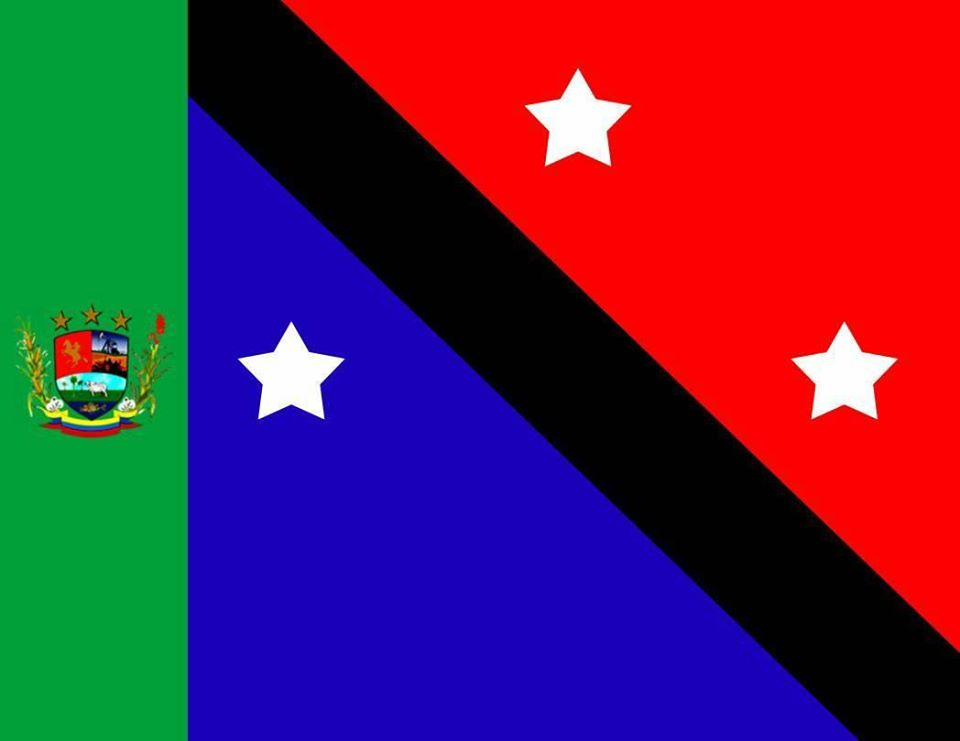
Las Mercedes
Leonardo Infante
Ortíz
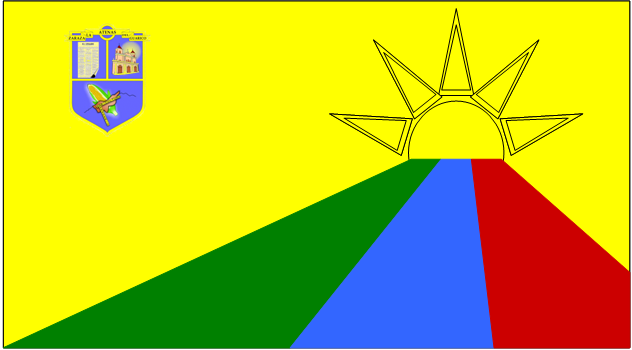
Pedro Zaraza
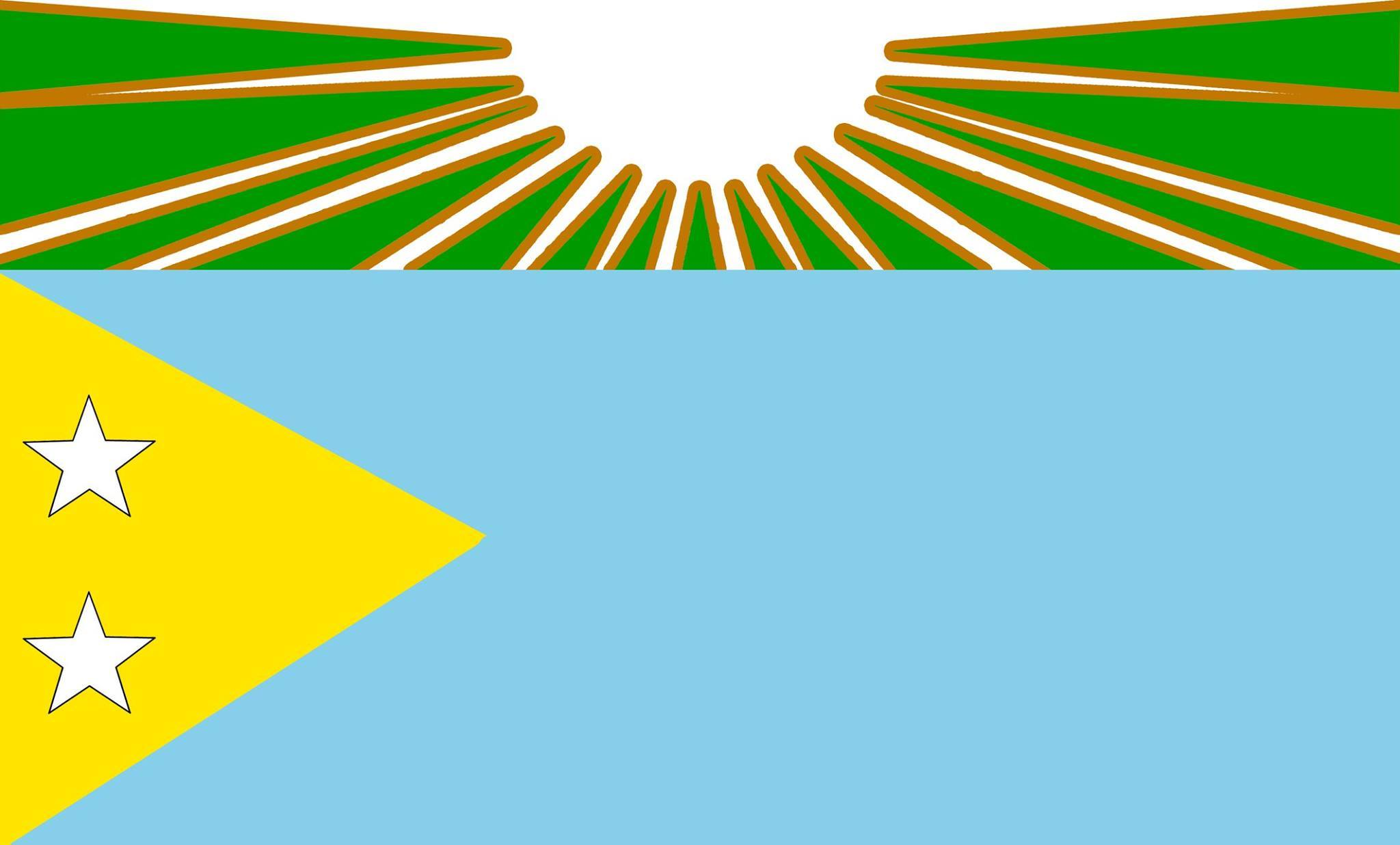
San Gerónimo de Guayabal
San José de Guaribe
Santa María de Ipire

## La Guaira

Vargas

## Lara

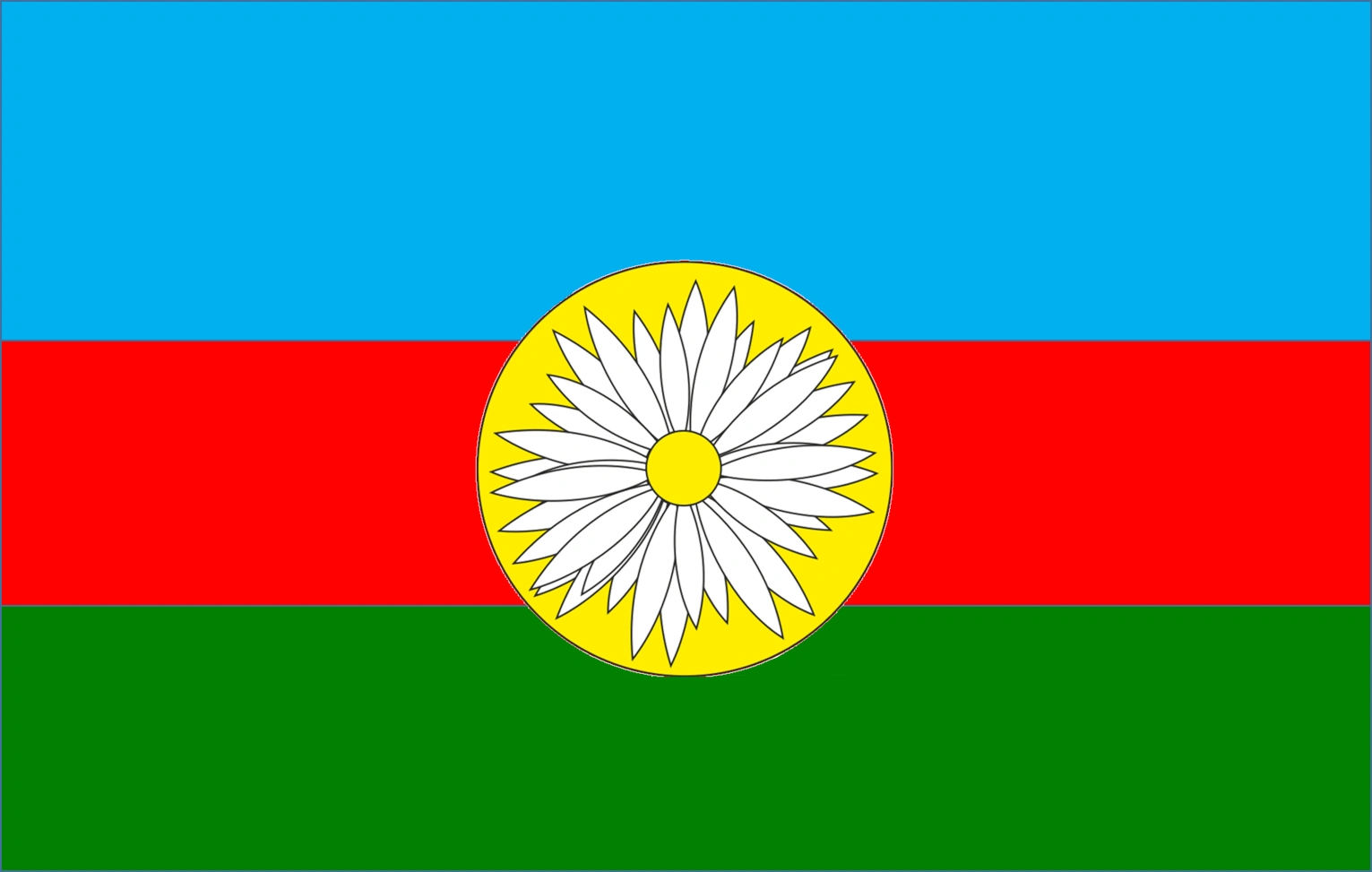
Andrés Eloy Blanco
Crespo
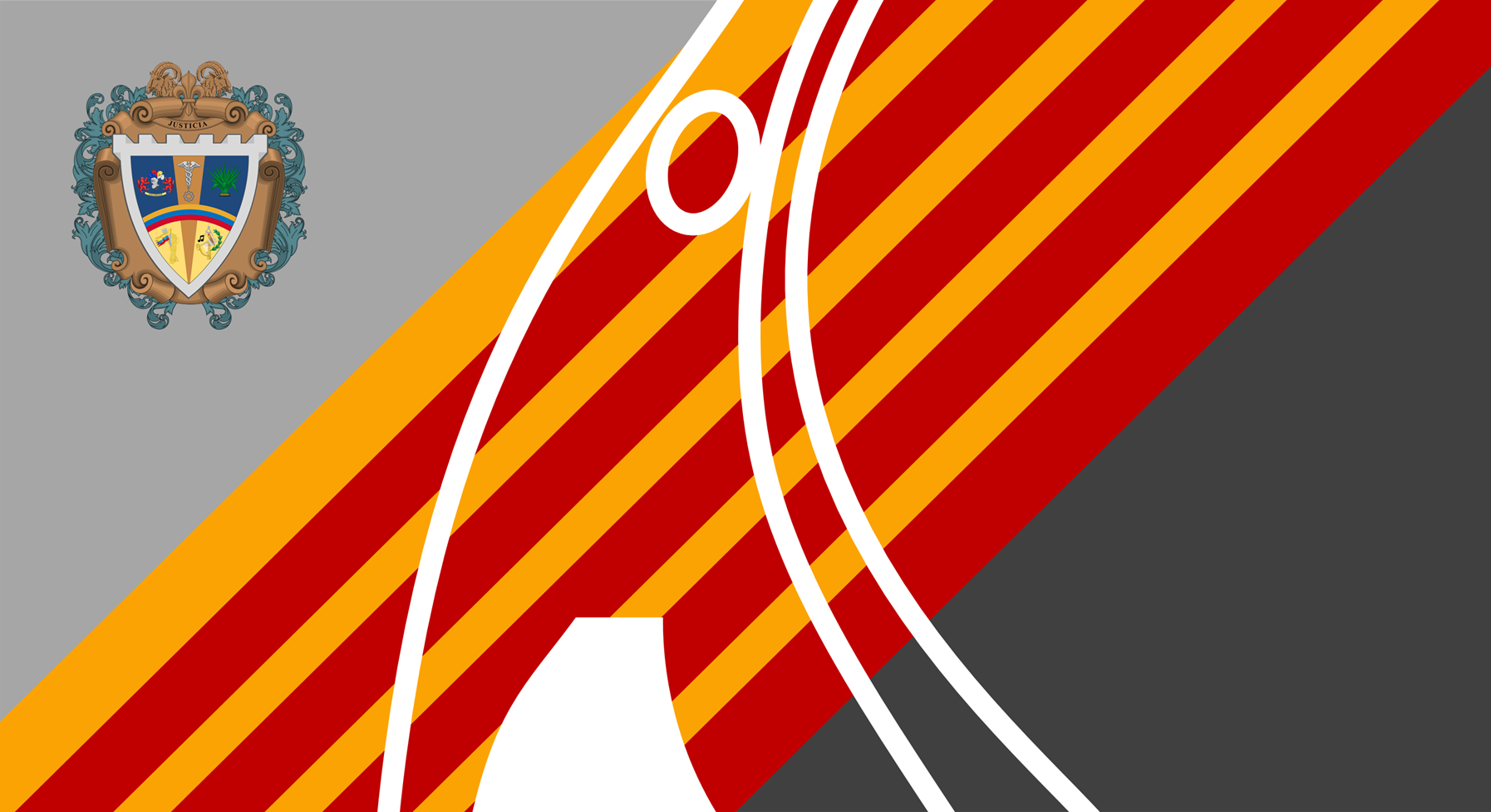
Iribarren
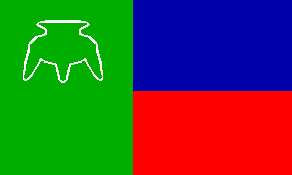
Jiménez
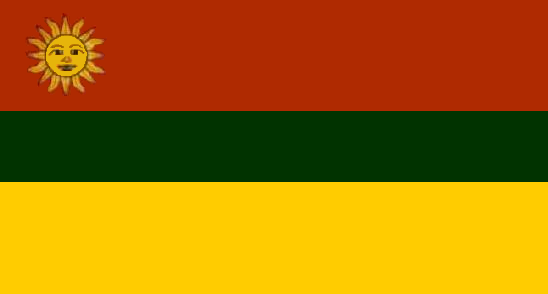
Morán
Palavecino
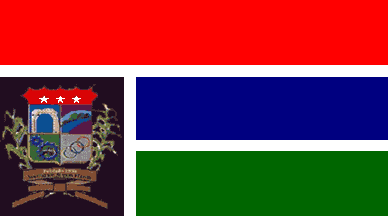
Simón Planas
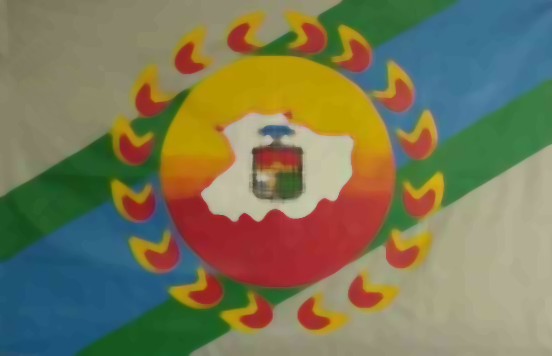
Torres
Urdaneta

## Mérida

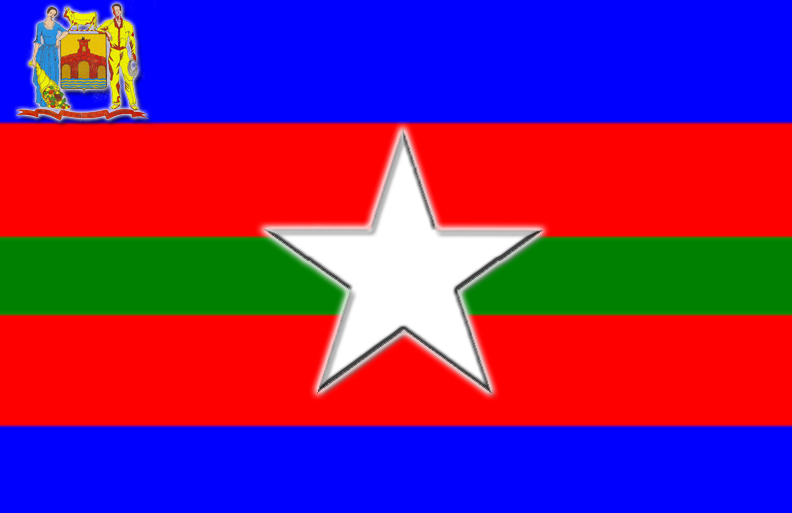
Alberto Adriani
Andrés Bello
Antonio Pinto Salinas
Aricagua
Arzobispo Chacón
Campo Elías
Caracciolo Parra Olmedo
Cardenal Quintero
Guaraque
Julio César Salas
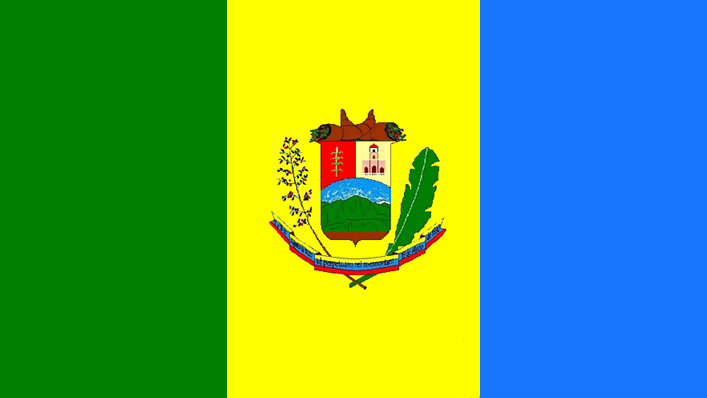
Justo Briceño
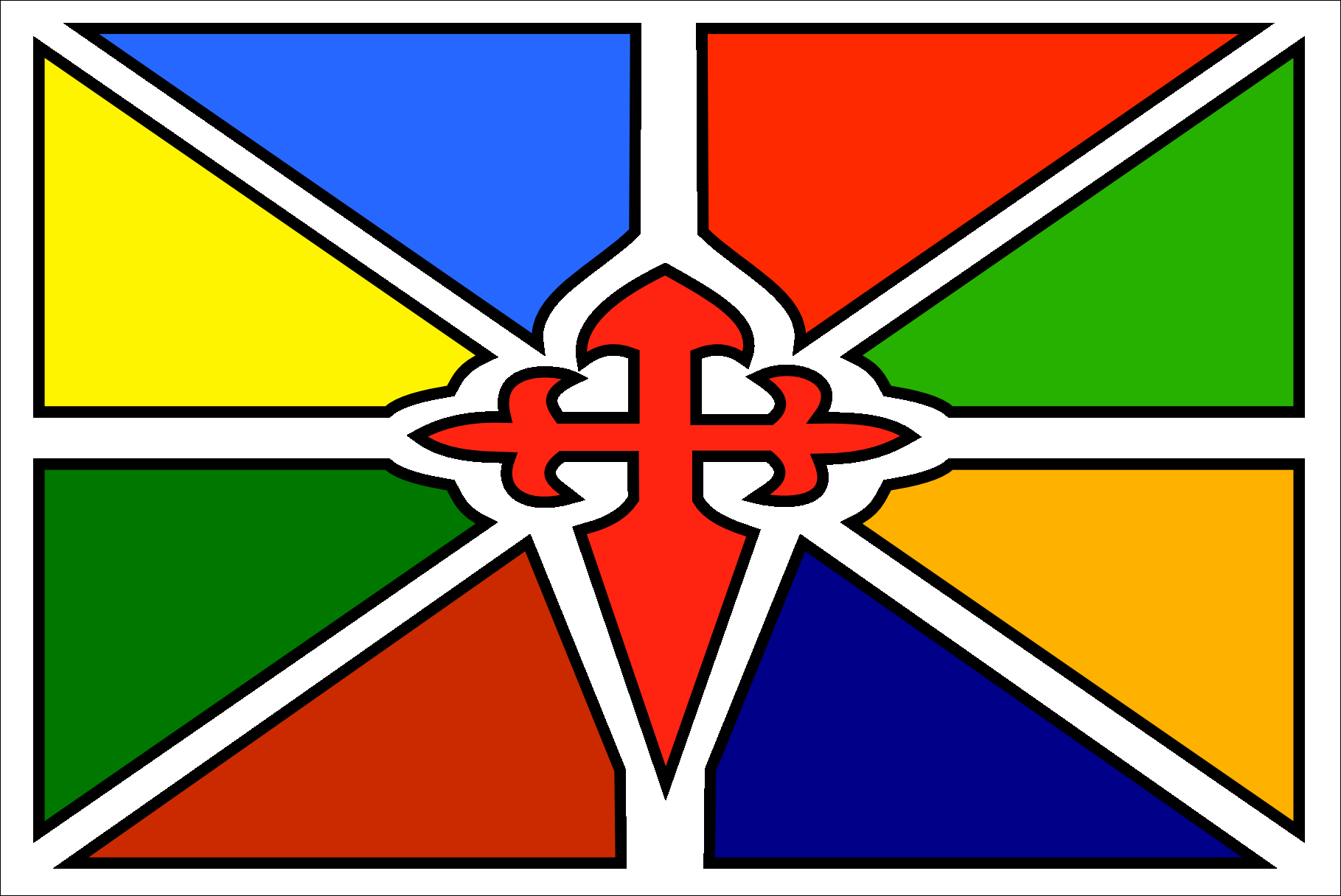
Libertador
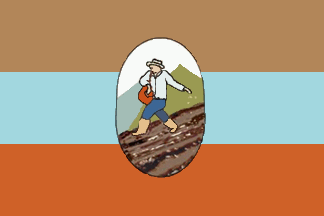
Miranda
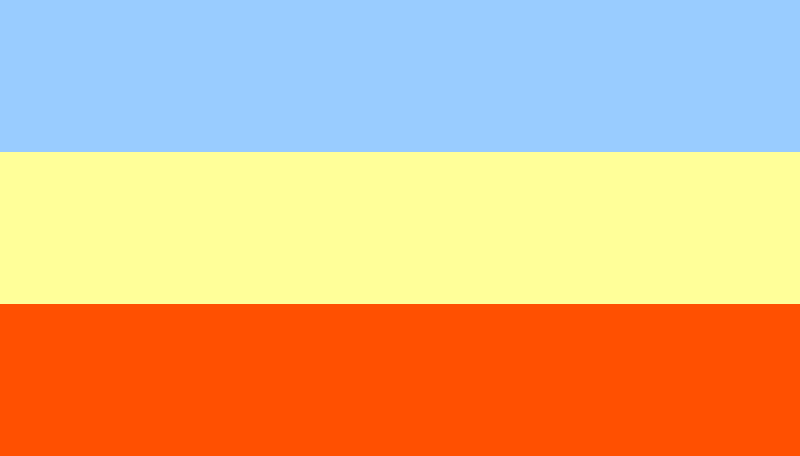
Obispo Ramos de Lora
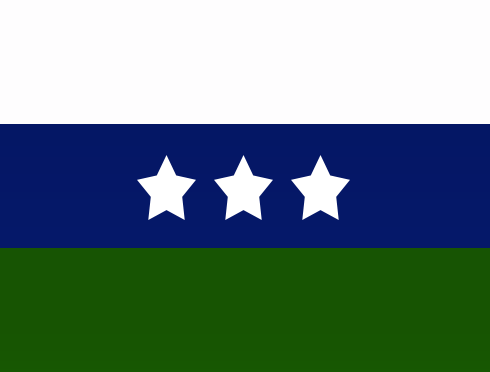
Padre Noguera
Pueblo Llano
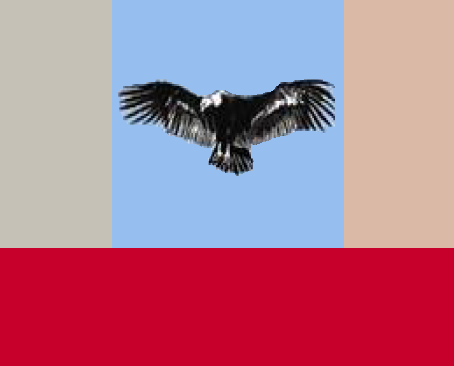
Rangel
Rivas Dávila
Santos Marquina
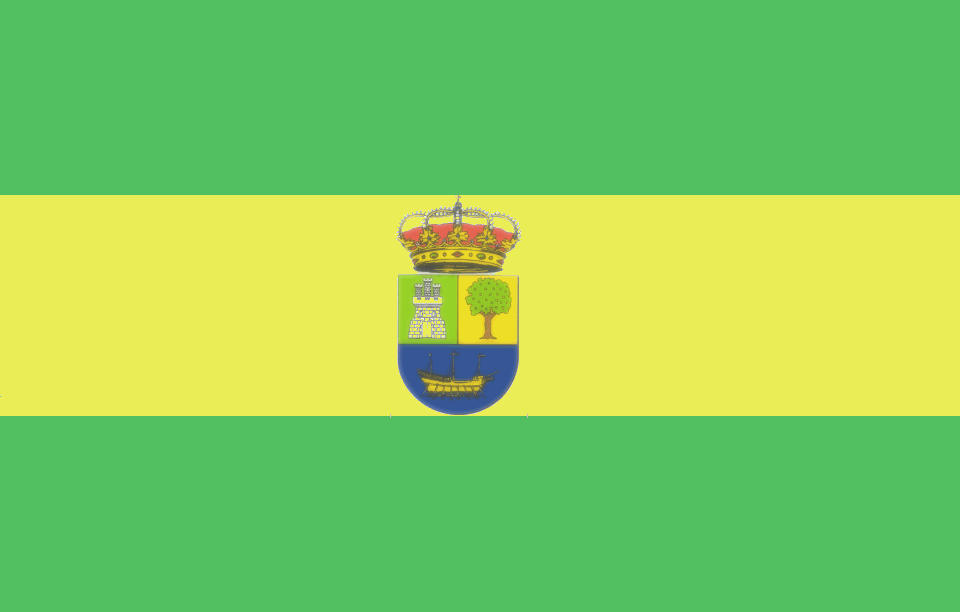
Sucre
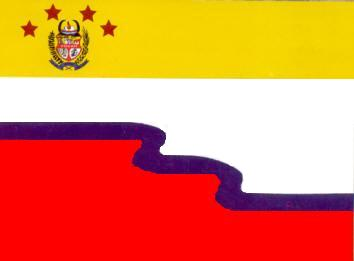
Tovar
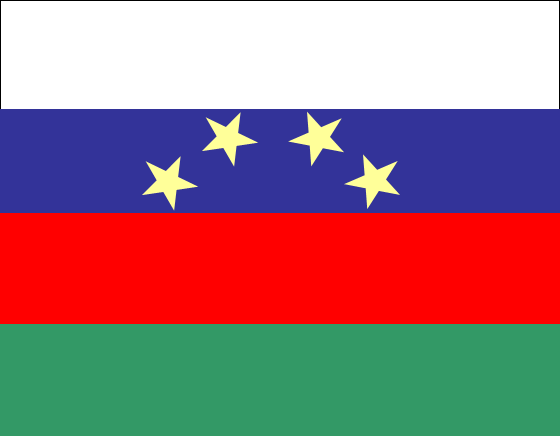
Tulio Febres Cordero
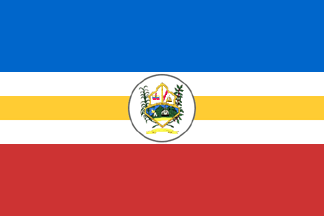
Zea

## Miranda

Acevedo
Andrés Bello
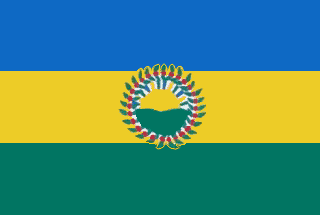
Baruta
Brión
Buroz
Carrizal
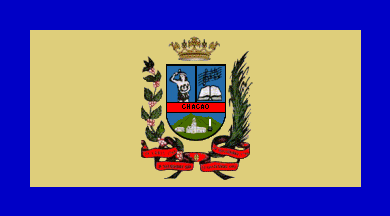
Chacao
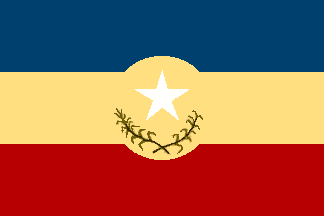
Cristóbal Rojas
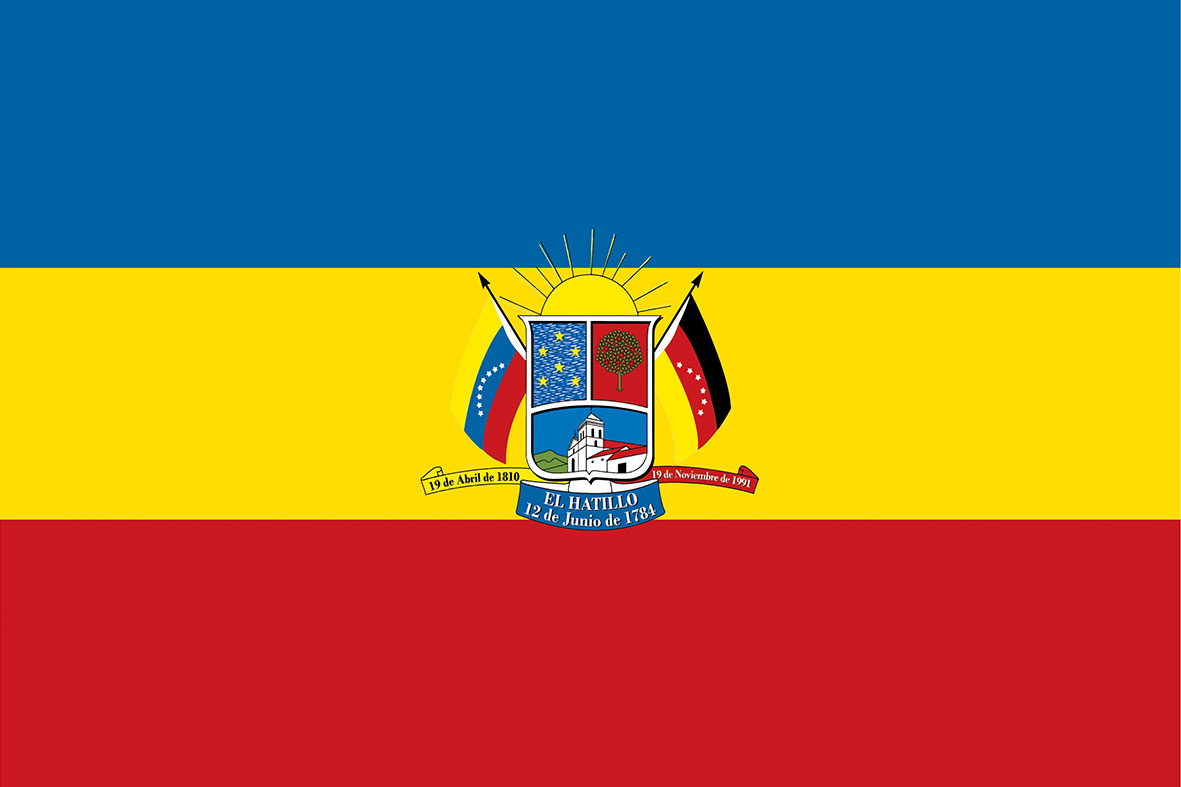
El Hatillo
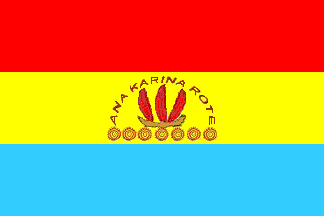
Guaicaipuro
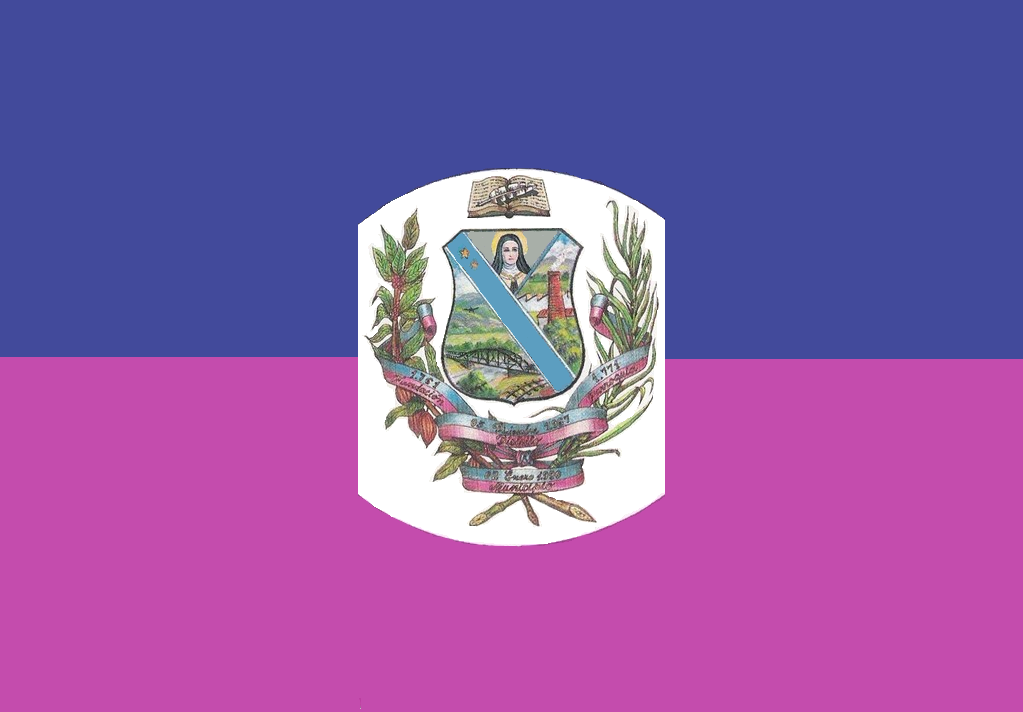
Independencia
Lander
Los Salias
Páez
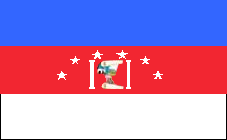
Paz Castillo
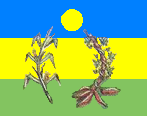
Pedro Gual
Plaza
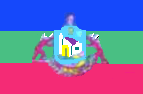
Simón Bolívar
Sucre
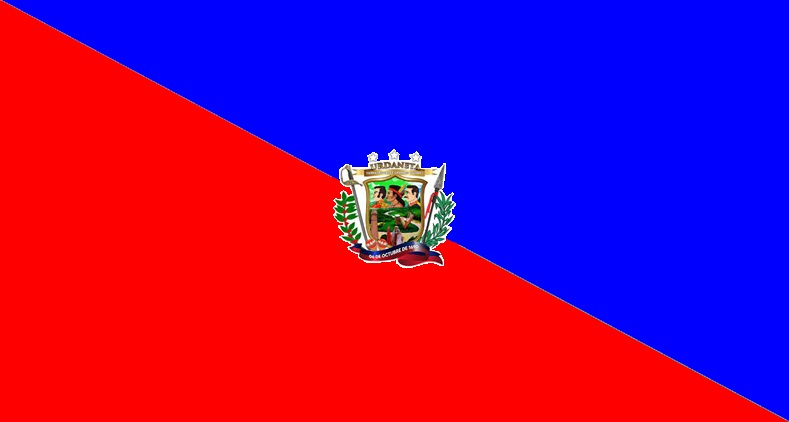
Urdaneta
Zamora

## Monagas

Acosta
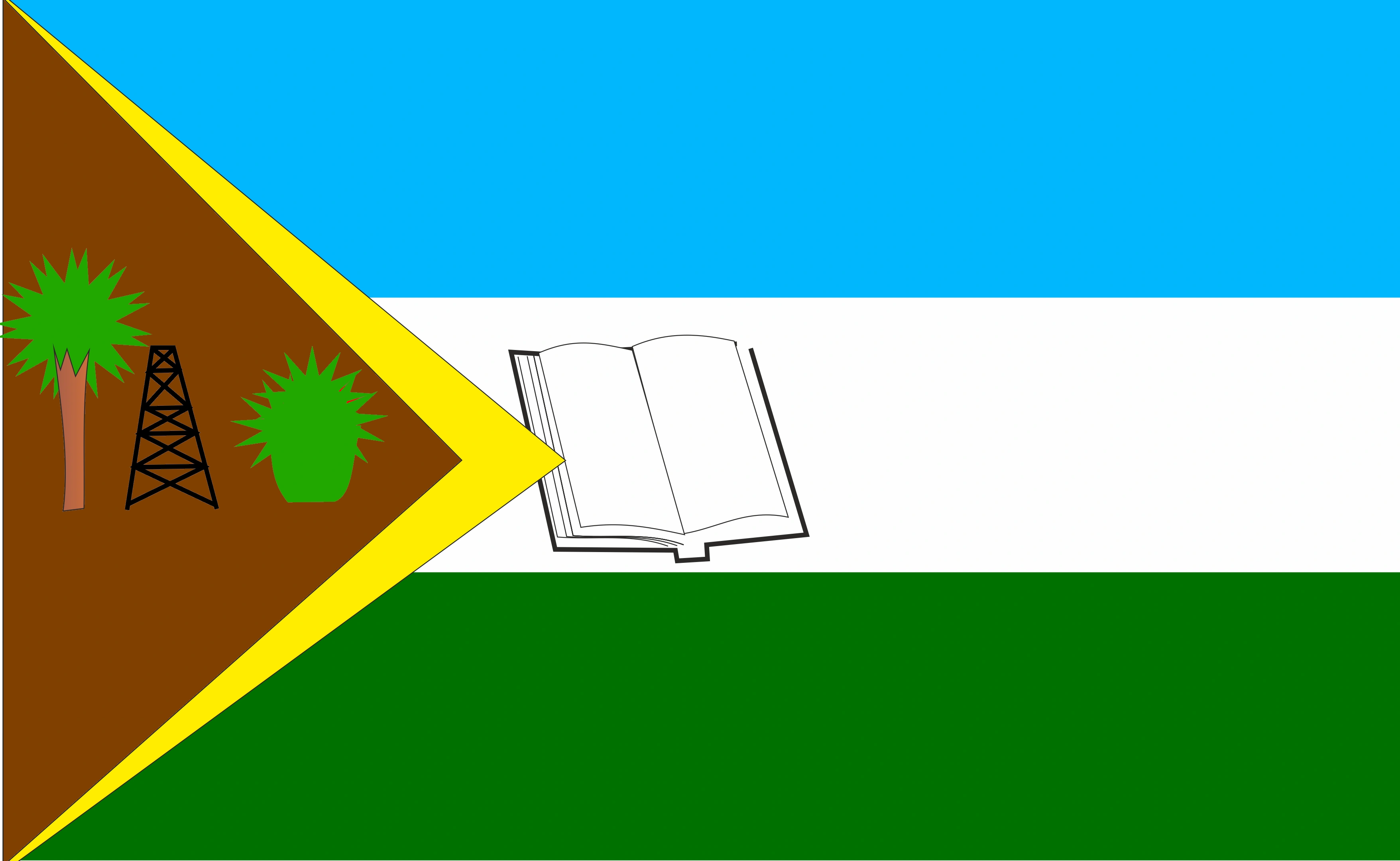
Aguasay
Bolívar
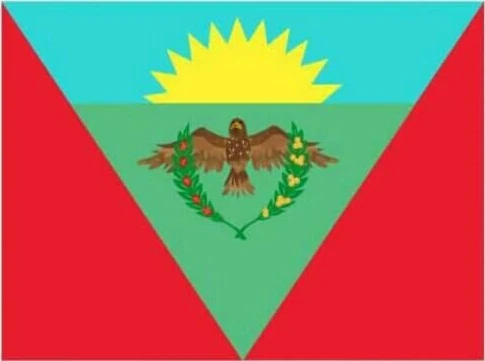
Caripe
Cedeño
Ezequiel Zamora
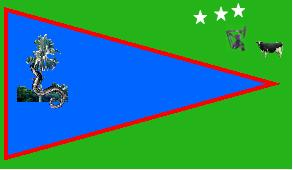
Libertador
Maturín
Piar
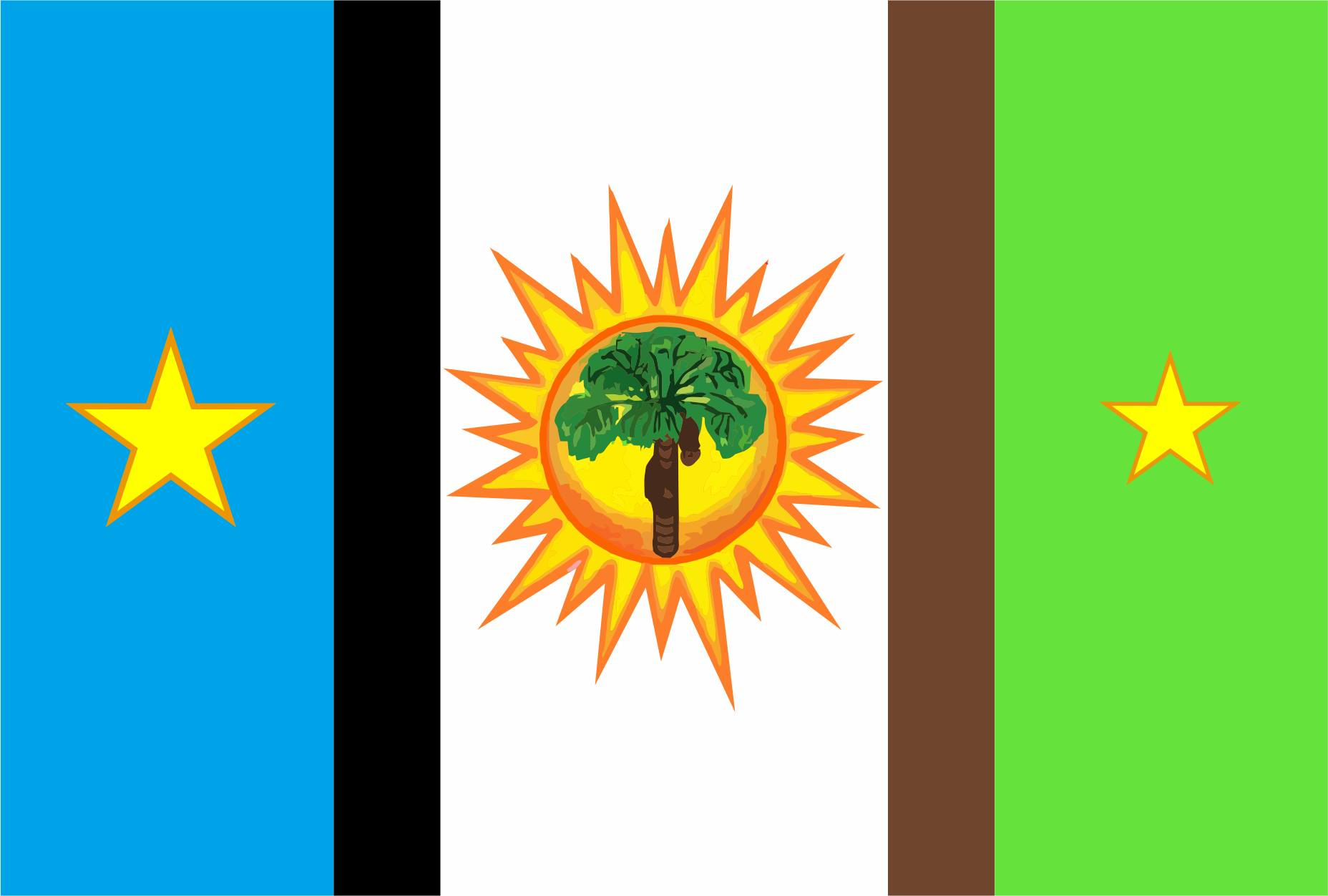
Punceres
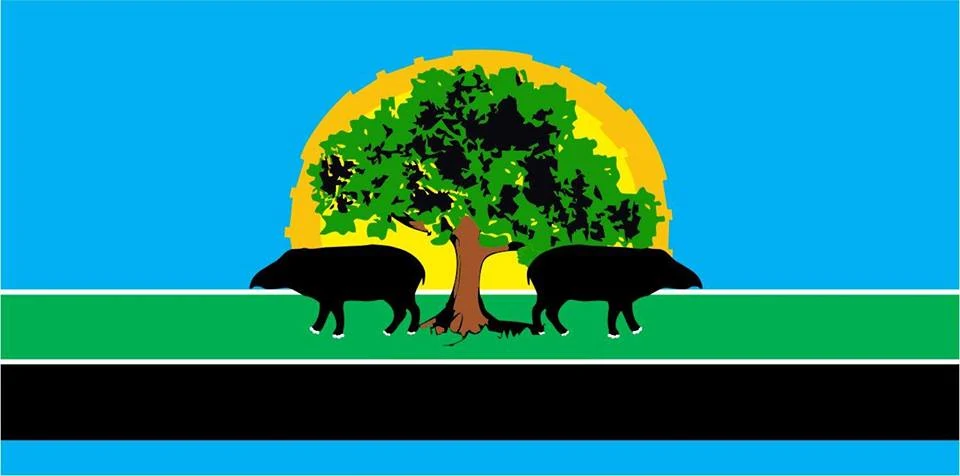
Santa Bárbara
Sotillo
Uracoa

## Nueva Esparta

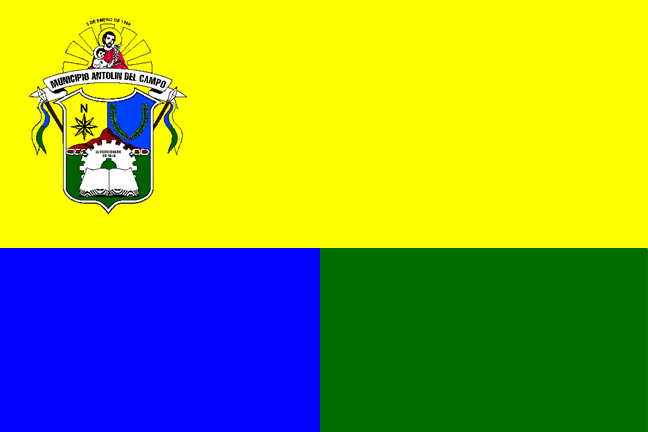
Antolín del Campo
Arismendi
Díaz
García
Gómez
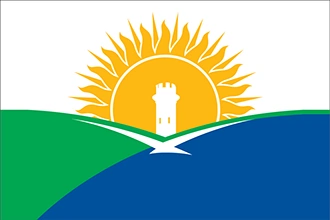
Maneiro
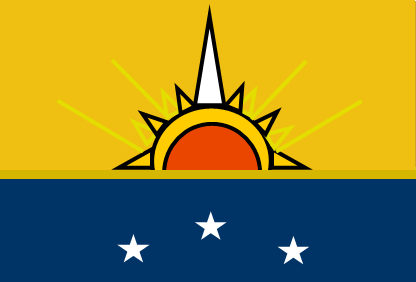
Marcano
Mariño
Península de Macanao
Tubores
Villalba

## Portuguesa

Agua Blanca
Araure
Esteller
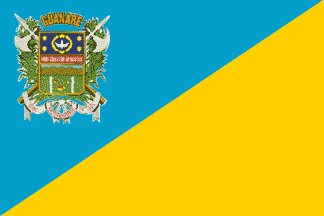
Guanare
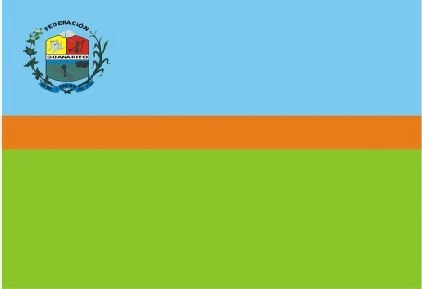
Guanarito
Monseñor José Vicente de Unda
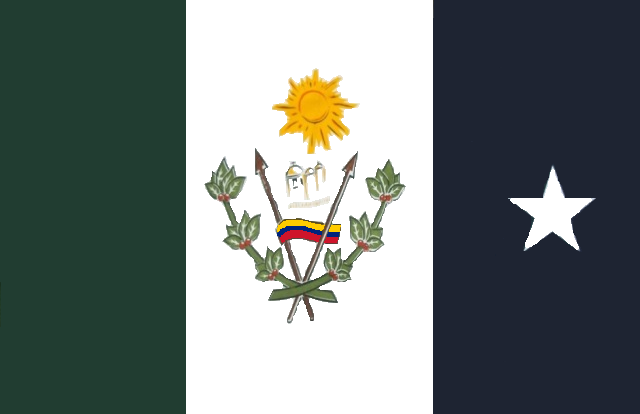
Ospino
Páez
Papelón
San Genaro de Boconoito
San Rafael de Onoto
Santa Rosalía
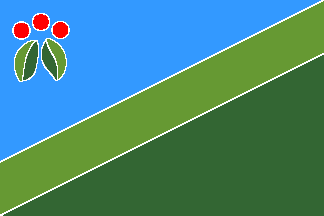
Sucre
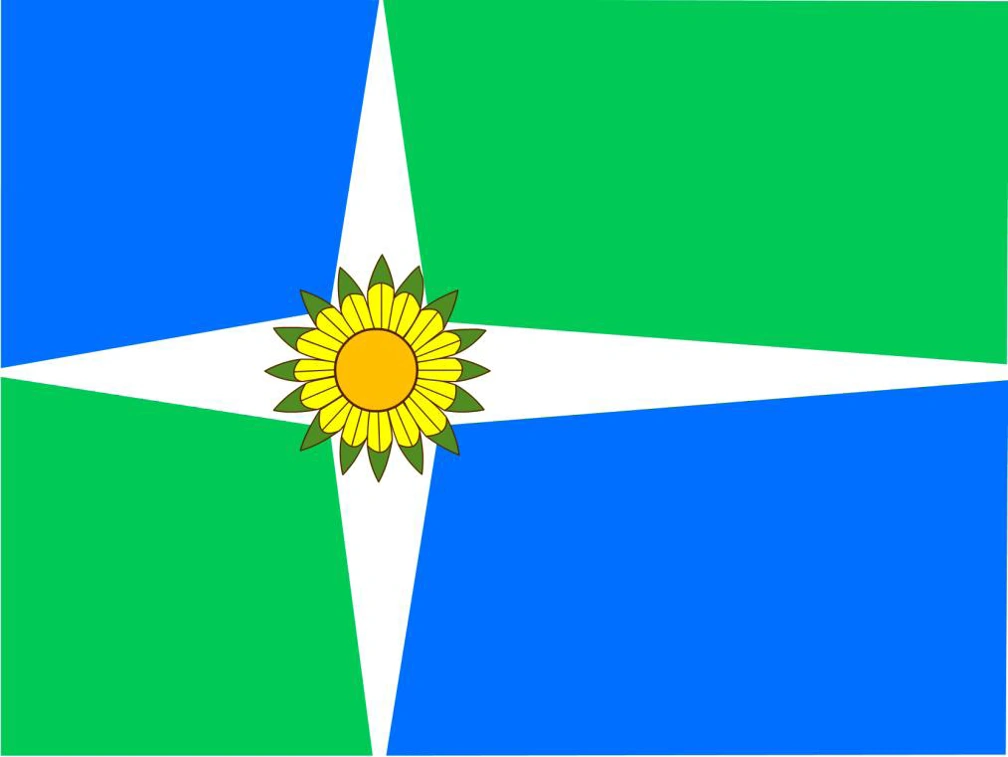
Turén

## Sucre

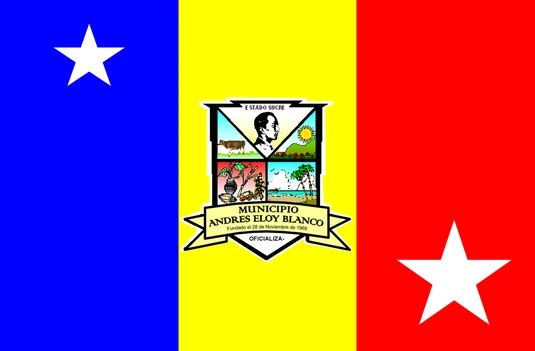
Andrés Eloy Blanco
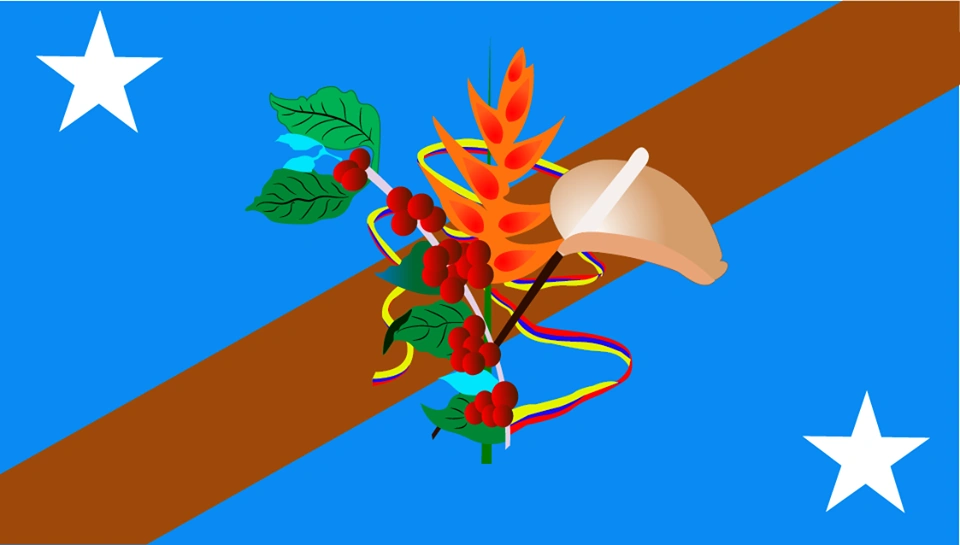
Andrés Mata
Arismendi
Benítez
Bermúdez
Bolívar
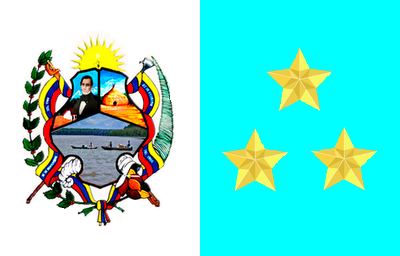
Cajigal
Cruz Salmerón Acosta
Libertador
Mariño
Mejía
Montes
Ribero
Sucre
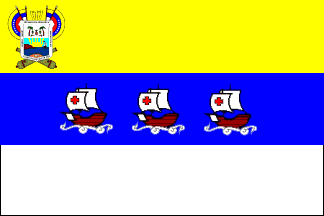
Valdez

## Táchira

Andrés Bello
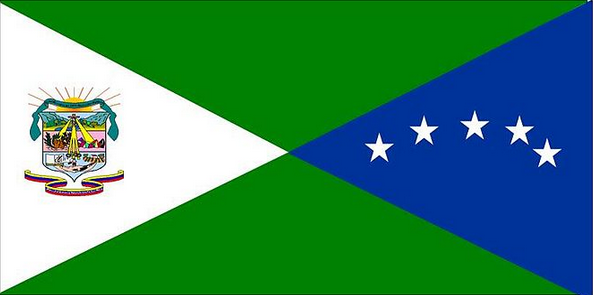
Antonio Rómulo Costa
Ayacucho
Bolívar
Cárdenas
Córdoba
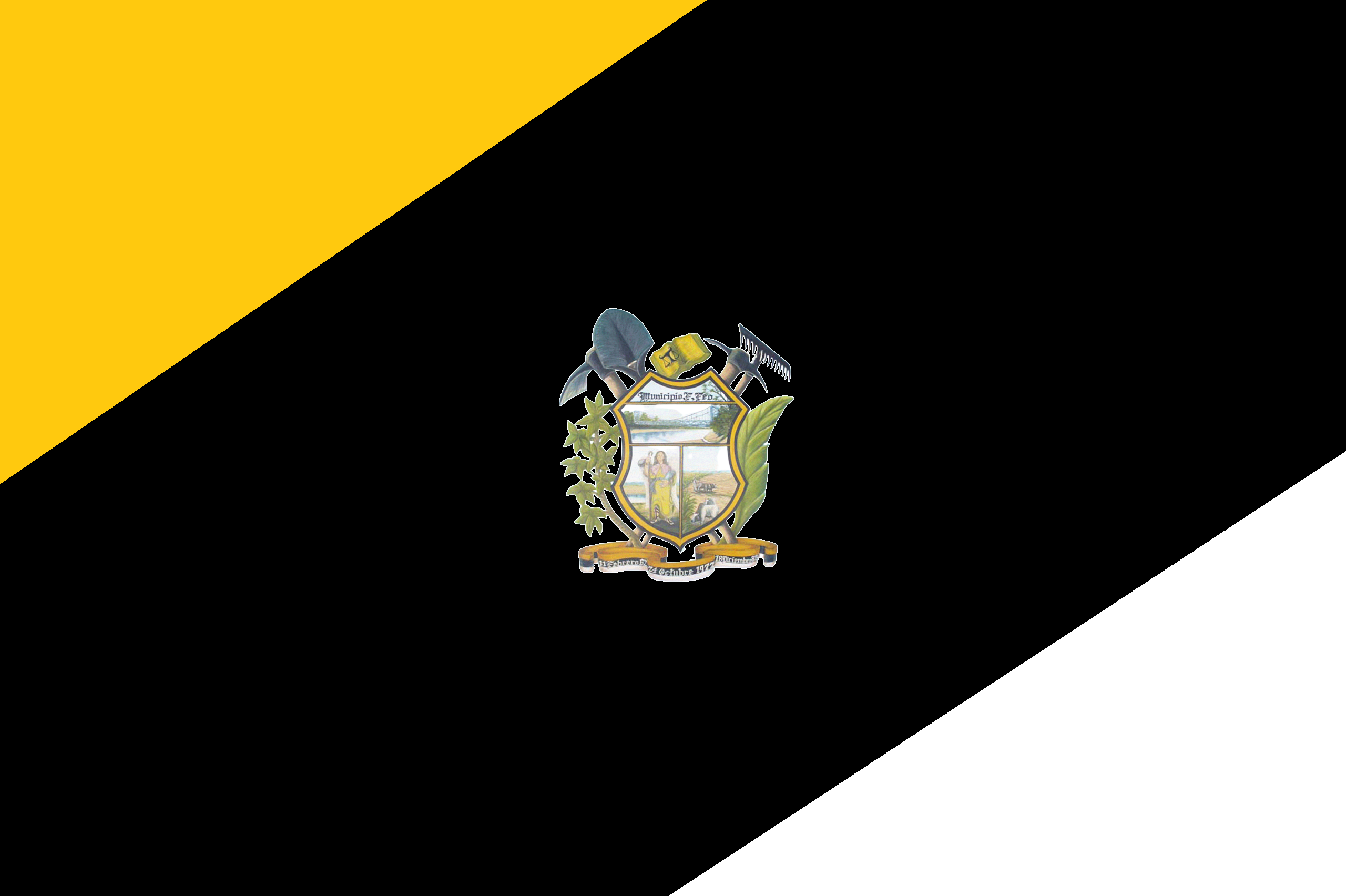
Fernández Feo
Francisco de Miranda
García de Hevia
Guasimos
Independencia
Jauregui
José María Vargas
Junín
Libertad
Libertador
Lobatera
Michelena
Panamericano
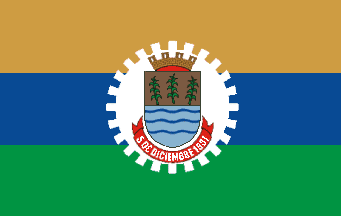
Pedro María Ureña
Rafael Urdaneta
Samuel Darío Maldonado
San Cristóbal
San Judas Tadeo
Seboruco
Simón Rodríguez
Sucre
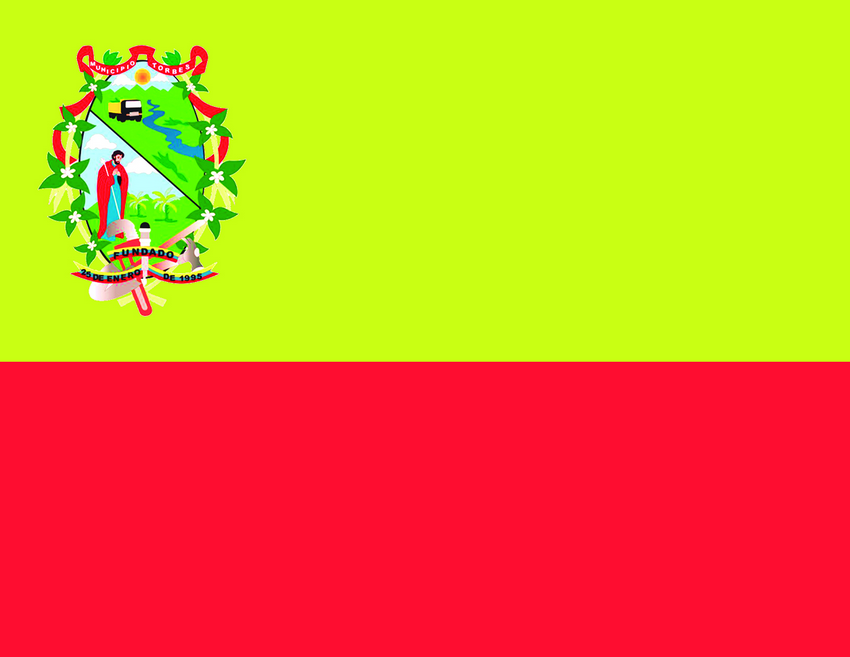
Torbes
Uribante

## Trujillo

Andrés Bello
Boconó
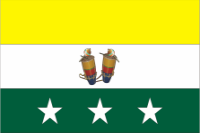
Bolívar
Candelaria
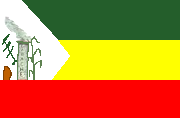
Carache
Escuque
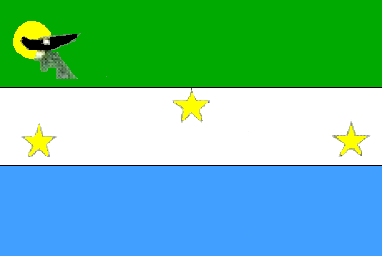
José Felipe Márquez Cañizales
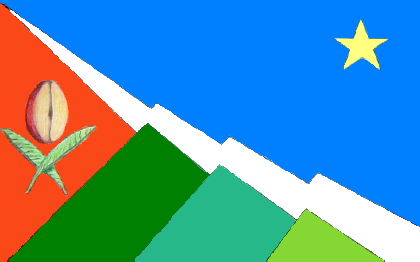
Juan Vicente Campo Elías
La Ceiba
Miranda
Monte Carmelo
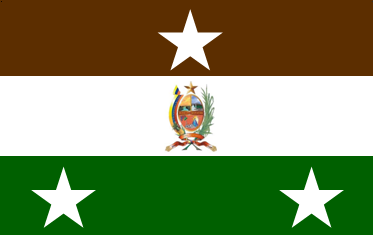
Motatán
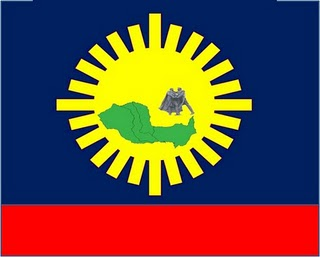
Pampán
Pampanito
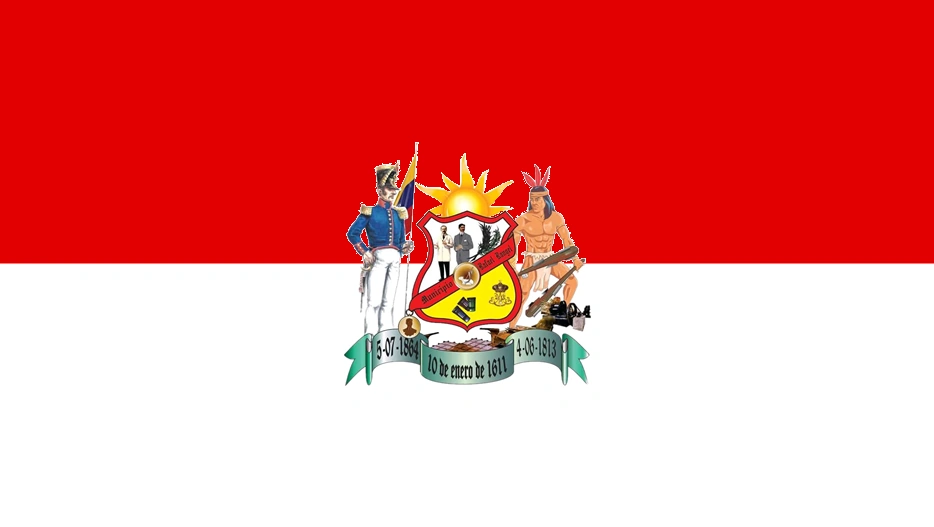
Rafael Rangel
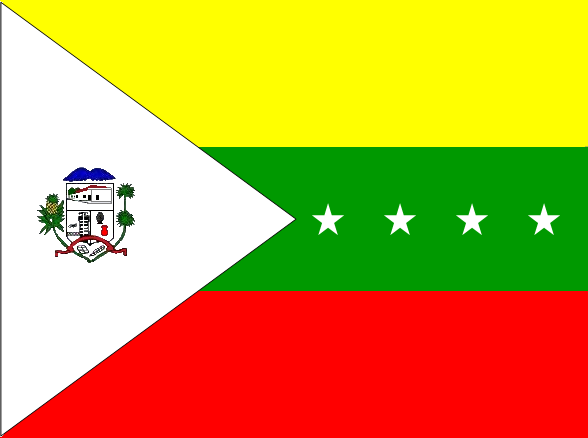
San Rafael de Carvajal
Sucre
Trujillo
Urdaneta
Valera

## Yaracuy

Arístides Bastidas
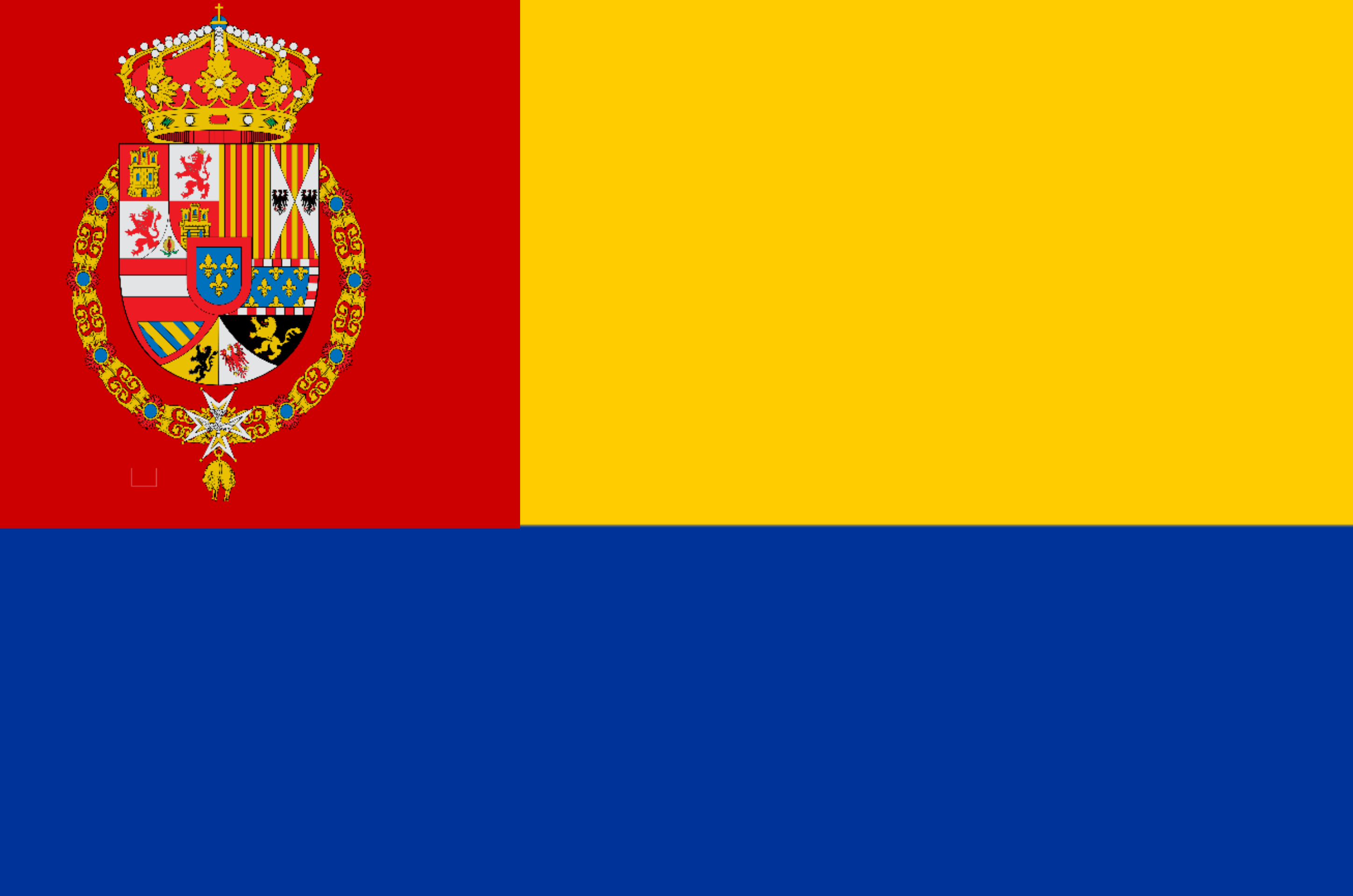
Bolívar
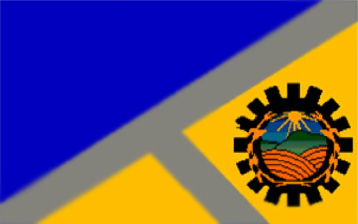
Bruzual
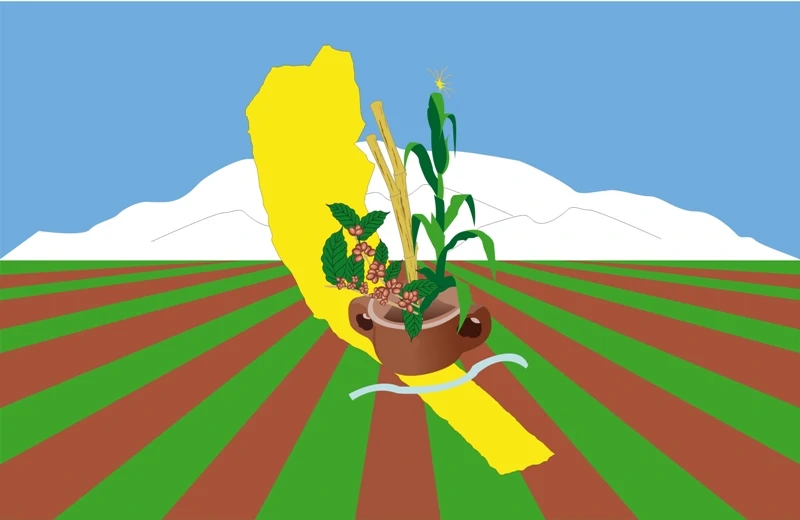
Cocorote
Independencia
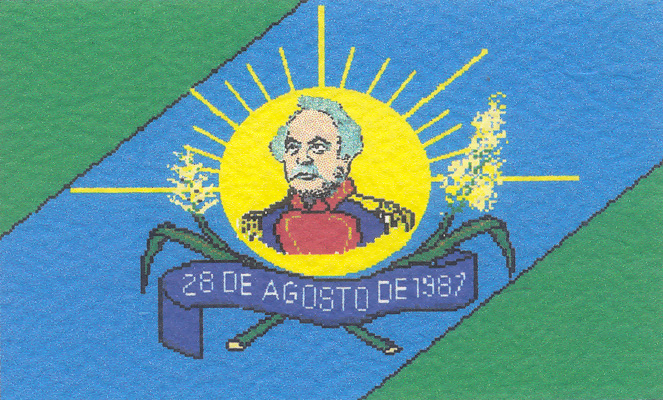
José Antonio Páez
La Trinidad
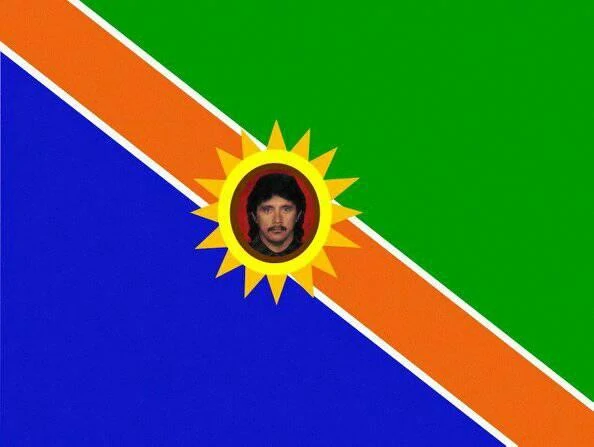
Manuel Monge
Nirgua
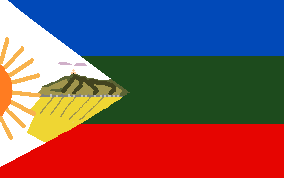
Peña
San Felipe
Sucre
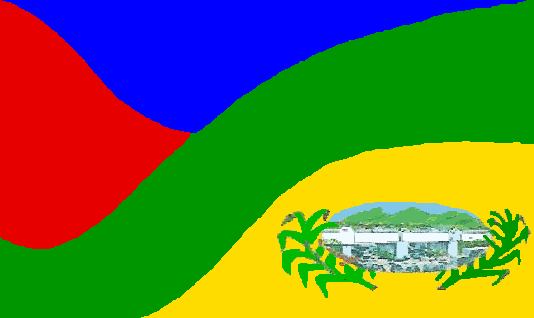
Urachiche
Veroes

## Zulia

Almirante Padilla
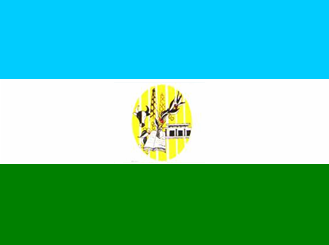
Baralt
Cabimas
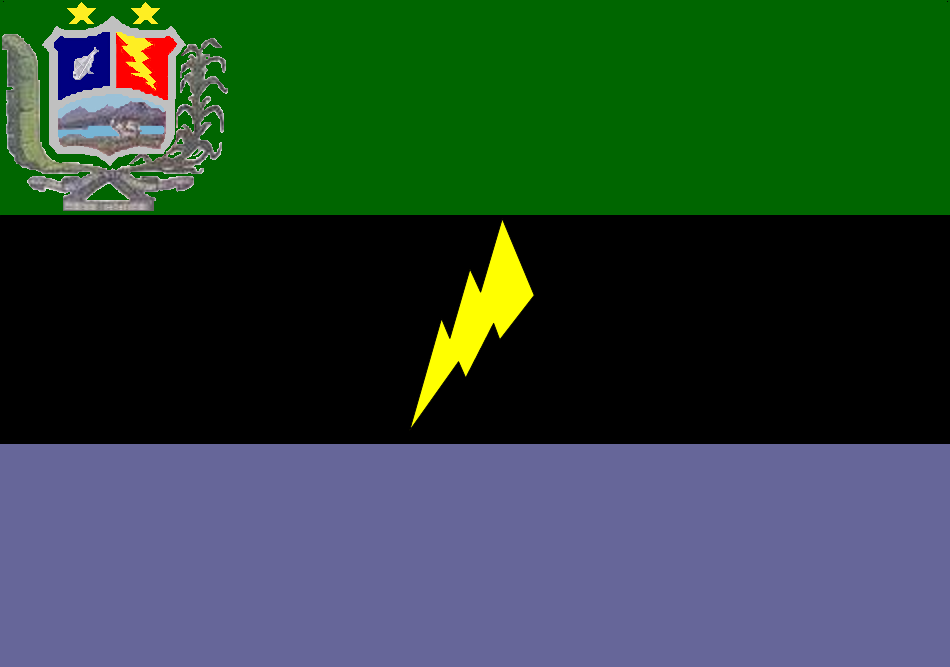
Catatumbo
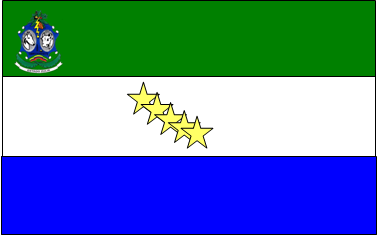
Colón
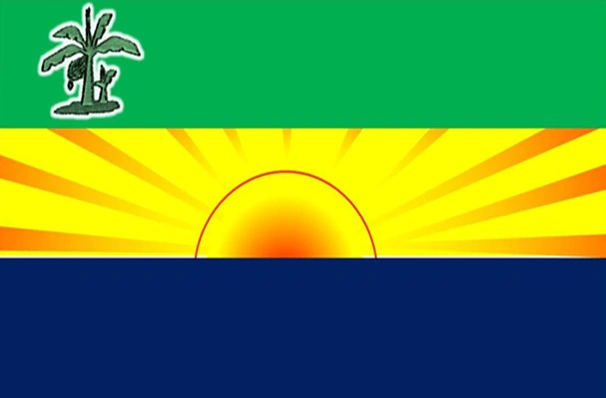
Francisco Javier Pulgar
Guajira
Jesús Enrique Lossada
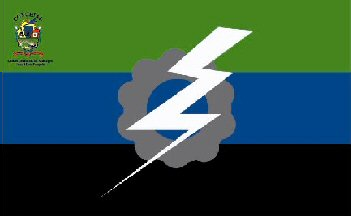
Jesús María Semprún
La Cañada de Urdaneta
Lagunillas
Machiques de Perijá
Mara
Maracaibo
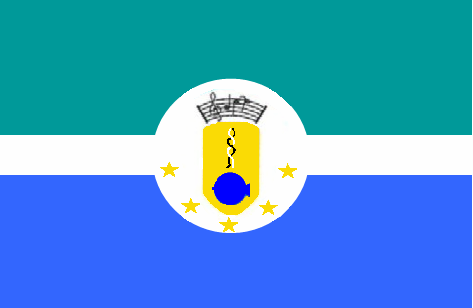
Miranda
Rosario de Perijá
San Francisco
Santa Rita
Simón Bolívar
Sucre
Valmore Rodríguez

## Hoofdstedelijk District

Libertador

Andorra · Armenië · België · Bosnië en Herzegovina · Brazilië · Bulgarije · Canada · Chili · Colombia · Costa Rica · Denemarken · Duitsland · El Salvador · Estland · Frankrijk · Georgië · IJsland · Indonesië · Italië · Kaapverdië · Kosovo · Kroatië · Letland · Liechtenstein · Litouwen · Luxemburg · Malta · Mexico · Montenegro · Nederland · Noord-Macedonië · Noorwegen · Oekraïne · Oostenrijk · Oost-Timor · Polen · Portugal · Roemenië · Rusland · San Marino · Servië · Slovenië · Slowakije · Spanje · Tsjechië · Venezuela · Verenigd Koninkrijk · Verenigde Staten · Wit-Rusland · Zimbabwe · Zwitserland
Historisch: België · Nederland
Zie ook: Vlaggenlijsten (per land) · Vlaggen van afhankelijke gebieden · Vlaggen van subnationale entiteiten (per land) · Lijst van vlaggen van hoofdsteden